# James Stewart
James Maitland Stewart (wym. [ʤeɪmz ˈmeɪtlənd ˈstuərt]; ur. 20 maja 1908 w Indianie, zm. 2 lipca 1997 w Beverly Hills) – amerykański aktor filmowy i teatralny, należący do grona najbardziej cenionych, utytułowanych i najwybitniejszych gwiazd w historii amerykańskiego kina. Jedna z legend i ikon okresu „Złotej Ery Hollywood”. Poza aktorstwem Stewart służył w United States Army i jako pilot brał czynny udział w II wojnie światowej oraz w wojnie wietnamskiej. Służbę zakończył w randze generała brygady. Dzięki silnej moralności, którą prezentował zarówno na dużym ekranie, jak i poza nim, Stewart uosabiał „amerykański ideał” w Stanach Zjednoczonych XX wieku. W 1999 American Film Institute umieścił jego nazwisko na 3. miejscu w rankingu  „największych aktorów wszech czasów” (The 50 Greatest American Screen Legends).
Stewart zaczynał karierę od występów na Broadwayu na początku lat 30. XX wieku. W 1935 podpisał kontrakt z wytwórnią Metro-Goldwyn-Mayer. Pierwszy szerszy rozgłos zyskał rolą w komedii romantycznej Cieszmy się życiem (1938). Przełomem w karierze Stewarta był występ w politycznym komediodramacie Pan Smith jedzie do Waszyngtonu (1939), za który otrzymał pierwszą z pięciu w swym dorobku nominacji do nagrody Akademii Filmowej dla najlepszego aktora pierwszoplanowego. Statuetkę zdobył w 1941 za kreację reportera w komedii romantycznej Filadelfijska opowieść (1940). Zaciągnąwszy się do United States Army w 1941, zawiesił karierę filmową, biorąc czynny udział w II wojnie światowej jako lotnik. Na duży ekran powrócił w 1946, występując w filmie To wspaniałe życie. W okresie powojennym zmianom uległ wizerunek ekranowy Stewarta, który wybierał role o poważniejszym, mroczniejszym charakterze, nawiązując długoletnią współpracę z Anthonym Mannem, u którego stworzył pamiętne kreacje w westernach Winchester ’73 (1950) i Naga ostroga (1953), oraz Alfredem Hitchcockiem, portretując bohaterów o bardziej skomplikowanej osobowości w dreszczowcach psychologicznych Okno na podwórze (1954) i Zawrót głowy (1958). W 1985 otrzymał Oscara za całokształt twórczości.
Do innych ważnych produkcji w dorobku Stewarta zalicza się: Navy Blue and Gold (1937), Destry znowu w siodle (1939), Sklep za rogiem (1940), Harvey (1950), Człowiek, który wiedział za dużo (1956), Anatomia morderstwa (1959), Jak zdobywano Dziki Zachód (1962) i Człowiek, który zabił Liberty Valance’a (1962). Wystąpił w 82 filmach fabularnych.

## Życiorys

### Rodzina i młodość

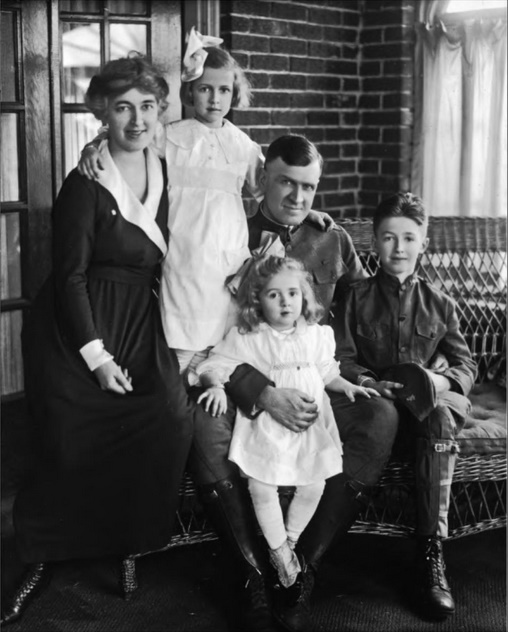
Rodzina Stewartów w domu w Indianie (1918)

James Maitland Stewart urodził się 20 maja 1908 w rodzinnym domu przy 975 Philadelphia Street w Indianie w stanie Pensylwania. Imię otrzymał po dziadku ze strony ojca. Był pierwszym dzieckiem i jedynym synem Elizabeth „Bessie” Ruth (z domu Jackson; 1875–1953) i Alexandra „Aleca” Maitlanda Stewarta (1872–1962). Miał dwie młodsze siostry – Mary „Doddie” Wilson (1912–1977) oraz Virginię „Ginny” Kelly (1914–1972). Jego rodzina, posiadająca szkockie korzenie, od wielu pokoleń mieszkała w Pensylwanii. Przodkowie ze strony matki przybyli na amerykańską ziemię w 1773, regularnie biorąc udział w rewolucjach, włączając w to m.in. wojnę brytyjsko-amerykańską (1812–1815) i wojnę secesyjną (1861–1865). Matka, Elizabeth „Bessie” Ruth, była jednym z pięciorga dzieci Mary Easton Jackson (z domu Wilson; 1844–1916) i pułkownika Samuela McCartneya Jacksona (1833–1907), uczestnika bitwy pod Gettysburgiem (1863). Ruth od najmłodszych lat przejawiała talent muzyczny; była uzdolnioną pianistką. Przez piętnaście lat, w każdą niedzielę grała na organach w miejscowym Apollo Presbyterian Church.
Alexander „Alec” Maitland Stewart był synem Jamesa „Jimmy’ego” Stewarta (1839–1932), walczącego po stronie Unii w wojnie secesyjnej absolwenta Dayton Academy oraz Westminster College, i Virginii „Jeannie” Kelly. Jego ojciec, John Kerr Stewart, przybył do Stanów Zjednoczonych z irlandzkiego hrabstwa Antrim w 1784. Alexander „Alec” Maitland Stewart miał trzech braci, z których dwóch zmarło w dzieciństwie. Uczęszczał na Uniwersytet Princeton w stanie New Jersey, gdzie studiował chemię. Na ostatnim roku przerwał naukę i zaciągnął się do armii, by móc wziąć udział w wojnie amerykańsko-hiszpańskiej (1898). Powróciwszy do domu, przejął od swojego ojca i dziadka sklep – J.M. Stewart and Company Hardware Store – stając się jego jedynym właścicielem.
Rodzice Stewarta pobrali się 19 grudnia 1906. Ojciec przyszłego aktora miał nadzieję, że gdy jedyny syn ukończy naukę w Princeton na tamtejszym uniwersytecie, przejmie zarządzenie sklepem, zgodnie z rodzinną tradycją. Głęboko religijny ojciec wychowywał Stewarta w wierze prezbiteriańskiej (w późniejszych latach aktor regularnie uczęszczał do kościoła). Ponieważ matka była zdolną pianistką, muzyka odgrywała ważną rolę w życiu rodziny. W latach młodości Stewart – z pomocą lokalnego fryzjera – nauczył się grać na akordeonie, gdy jeden z klientów, nie mając gotówki, za zgodą „Aleca” Maitlanda Stewarta zapłacił za zakupy w sklepie instrumentem (akordeon należał do stałego elementu scenicznego w pierwszych latach kariery teatralnej początkującego aktora). Stewart był nieśmiałym dzieckiem. Większość wolnego czasu spędzał w piwnicy swojego domu, pracując nad modelami samolotów. Sporządzał również rysunki techniczne oraz zajmował się chemią – wszystko z myślą o realizacji największego marzenia, związanego z lotnictwem.

#### Edukacja i zainteresowanie aktorstwem

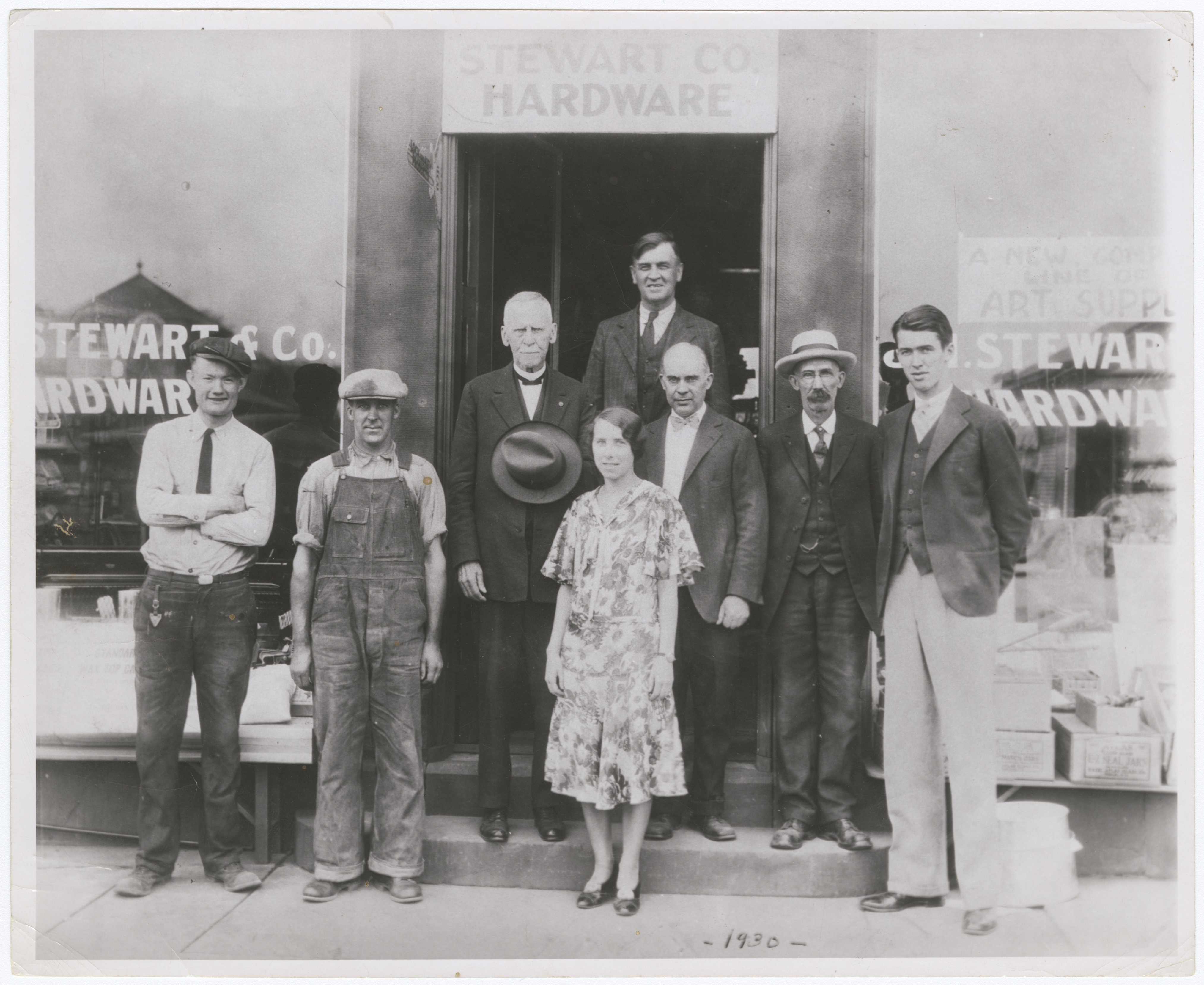
Alexander Maitland Stewart (na górze) i James Stewart (z prawej) przed rodzinnym sklepem w Indianie (1930)

Pierwszą placówką edukacyjną, do której uczęszczał, była Wilson Model School, gdzie ukończył podstawówkę i gimnazjum. Nie był utalentowanym uczniem, otrzymując z reguły słabe i średnie oceny, co, według jego nauczycieli, nie było spowodowane brakiem inteligencji, lecz kreatywnością i skłonnością do marzeń. Jesienią 1923 Stewart rozpoczął edukację w prywatnej placówce Mercersburg Academy, ponieważ jego ojciec nie wierzył, że zostanie przyjęty na Uniwersytet Princeton, jeśli będzie uczęszczał do publicznej szkoły średniej. W trakcie nauki w Mercersburg Academy przyszły aktor udzielał się w różnych zajęciach pozalekcyjnych – był między innymi członkiem drużyny biegaczy (rywalizował w skokach wzwyż pod kierownictwem trenera Jimmy’ego Currana), pełnił funkcję redaktora naczelnego szkolnej księgi pamiątkowej, śpiewał w chórze Glee oraz był członkiem towarzystwa literackiego im. Johna Marshalla. Z uwagi na smukłą i mało umięśnioną budowę ciała grał w trzeciopoziomowej drużynie piłkarskiej. W okresie edukacji w Mercersburg Academy, w 1928 Stewart zadebiutował w spektaklu The Wolves, jako Buquet. Na czas wakacji wracał do rodzinnej Indiany, pracując w charakterze ładowacza cegieł, a następnie jako asystent magika. Z powodu przebytej szkarlatyny, która przerodziła się w infekcję nerek, w 1927 zmuszony był przerwać naukę, co opóźniło ukończenie przez niego Mercersburg Academy do 1928.

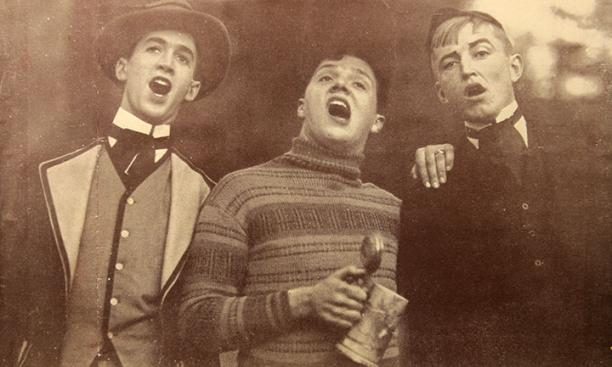
Od lewej: Stewart, Joshua Logan i Marshall Dana w okresie występów w Princeton Triangle Club (1930)

Mimo pasjonowania się lotnictwem (zainteresowanie Stewarta spotęgował pierwszy samodzielny lot transatlantycki Charlesa Lindbergha wiosną 1927), porzucił on wizję zostania pilotem, gdy ojciec wysłał go do Princeton, by na tamtejszym uniwersytecie kontynuował naukę. Zapisał się w 1928. Stewart dał się poznać jako jeden z bardziej znanych członków Princeton Charter Club. Wyróżniał się również na zajęciach z architektury. Swoją pracą dyplomową na temat projektu lotniska wywarł duże wrażenie na profesorach, wobec czego przyznano mu stypendium na studia podyplomowe, lecz przyszły aktor zaczął wykazywać coraz większe zainteresowanie szkolnym kółkiem teatralnym oraz klubami muzycznymi, szczególnie Princeton Triangle Club. Dzięki talentowi scenicznemu i umiejętnościom gry na akordeonie Stewart został zaproszony do University Players.
W 1932, po czteroletnim okresie nauki na Uniwersytecie Princeton, uzyskał tytuł licencjata z architektury. Z uwagi na panujący w owym czasie wielki kryzys, Stewart nie mógł znaleźć zatrudnienia w wyuczonym zawodzie. Za namową Joshuy Logana – znajomego z Princeton Triangle Club – dołączył i występował w rolach epizodycznych w produkcjach University Players. Poznał tam małżeństwo Henry’ego Fondę i Margaret Sullavan, którzy zostali jego bliskimi przyjaciółmi.

### Lata 30.

#### Występy teatralne

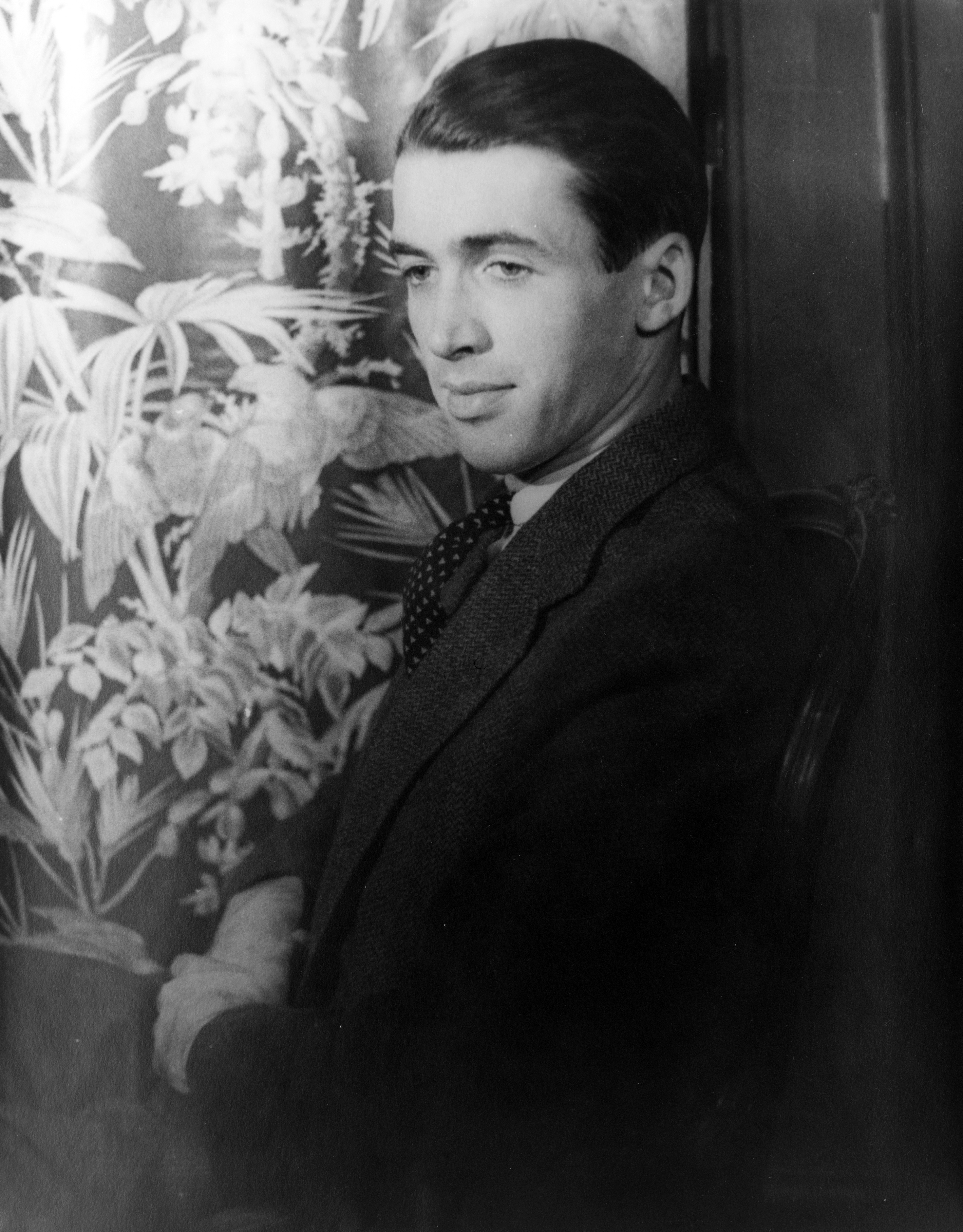
James Stewart na portrecie autorstwa Carla Van Vechtena (1934)

W 1932, pod koniec letniego sezonu teatralnego, Stewart przeprowadził się wraz z trzema przyjaciółmi z University Players – Henrym Fondą, Joshuą Loganem oraz Myronem McCormickiem – do Nowego Jorku, gdzie wynajęli dwupokojowe mieszkanie na trzecim piętrze przy West 64th Street za 80 dolarów miesięcznie. Początkowo przyszły aktor dorabiał, zamiatając podłogi na scenie w teatrze. Pracował również jako asystent mistrza rekwizytów, asystent scenografa, malarz scen i dozorca.

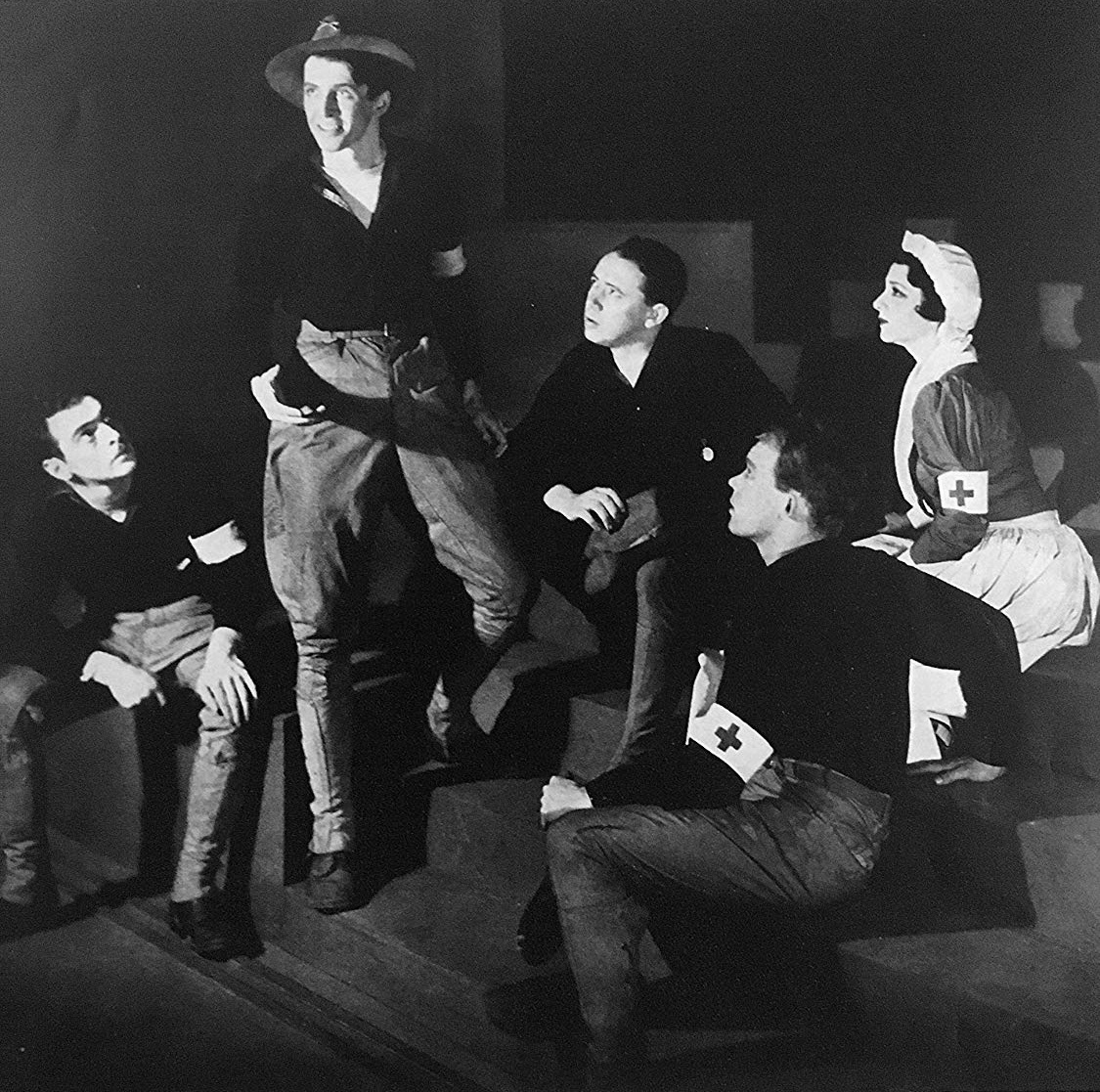
Od lewej: Sam Levene, Stewart, Eddie Acuff, McCormick i Katherine Wilson w sztuce Yellow Jack (1934)

29 października Stewart zadebiutował razem z McCormickiem w Biltmore Theatre na Broadwayu w krótko wystawianej sztuce Carry Nation. Niespełna dwa miesiące później, 28 grudnia – ponownie z McCormickiem – wystąpił w roli szofera w składającej się z trzech aktów komedii Goodbye Again. Angaż otrzymał przy pomocy Logana. Recenzent „The New Yorkera” w pozytywnym tonie oceniał kreację początkującego aktora, przyznając, że „szofer pana Jamesa Stewarta… pojawia się na trzy minuty i przechodzi do rundy spontanicznych oklasków”. Po siedmiu miesiącach gry w sztuce Goodbye Again, ze względu na trudną sytuację materialną, Stewart – mimo iż nie był nim zainteresowany – objął stanowisko menedżera sceny w Bostonie w stanie Massachusetts, pełniąc tę funkcję podczas spektaklu Camille z Jane Cowl w roli głównej. Został zwolniony po tym, jak aktorka oskarżyła go o zepsucie jej wieczornego występu; chcąc uspokoić hałas dobiegający z uliczki znajdującej się przy teatrze, Stewart na chwilę opuścił swoje stanowisko. Gdy wrócił zorientował się, że przeoczył moment nakazania opuszczenia kurtyny na zakończenie przedstawienia. Powróciwszy do Nowego Jorku, Blanche Yurka zaangażowała początkującego aktora do epizodu w hiszpańskiej komedii Spring in Autumn pióra Gregorio Martíneza Sierry. Większą rolę otrzymał w sztuce All Good Americans, gdzie kreowany przez niego bohater musiał wyrzucić banjo przez okno. Brooks Atkinson przyznawał na łamach „The New York Timesa”, że „wyrzucenie banjo za 250 dolarów przez okno konsjerża jest konstruktywnym nadużyciem i powinno być wręcz oklaskiwane”. Oba spektakle zostały szybko zdjęte z afisza, a Stewart rozważał powrót na studia.
Otrzymanie głównej roli w dramacie Yellow Jack miało decydujący wpływ na Stewarta przy podjęciu przez niego decyzji o kontynuowaniu kariery scenicznej. We wspomnianym spektaklu aktor wcielił się w idealistycznego żołnierza, który staje się przedmiotem eksperymentu z żółtą gorączką. Premiera Yellow Jack miała miejsce 6 marca 1934 w Martin Beck Theatre. Stewart otrzymał pochlebne oceny własnego występu, jednak sztuka nie cieszyła się uznaniem wśród publiczności, wskutek czego wystawiana była jedynie przez trzy miesiące.
Latem zadebiutował na dużym ekranie, występując w epizodycznej roli Burtona w komediowym filmie krótkometrażowym Art Trouble (reż. Shemp Howard) studia Warner Bros., którego zdjęcia nagrywano w Brooklynie. Jak wspominał później: „Nie byłem tak naprawdę zainteresowany zrobieniem filmu, ale ich oferta 50 dolarów dziennie wydała mi się ówcześnie niewiarygodna”. Grał także w spektaklach We Die Exquisitely i All Paris Knows, wystawianych w Red Barn Theatre na Long Island podczas letniego sezonu. Ponownie otrzymał od krytyków entuzjastyczne recenzje za występy w Divided By Three w Ethel Barrymore Theatre. Kontynuację kariery scenicznej stanowiły kreacje w średnio udanej sztuce Page Miss Glory i w będącym krytyczną porażką A Journey By Night wiosną 1935. Wziął również udział w castingu organizowanym przez producenta filmowego Williama Foxa, lecz nie otrzymał angażu.

#### Metro-Goldwyn-Mayer (1935–1942)
Zakończywszy grę w sztuce A Journey By Night, Stewart – za pośrednictwem łowcy talentów Billa Grady’ego, który śledził jego karierę od czasów występów na Uniwersytecie Princeton – podpisał siedmioletni kontrakt ze studiem Metro-Goldwyn-Mayer, gwarantujący mu zarobki rzędu 350 dolarów tygodniowo. Hollywoodzkim debiutem Stewarta w pełnometrażowym filmie fabularnym była niewielka rola u boku Spencera Tracy’ego i Virginii Bruce w dramacie kryminalnym Morderca (reż. Tim Whelan). Jego występ został w większości zignorowany przez krytyków, choć recenzent „New York Herald Tribune”, pamiętając kreację aktora w spektaklu Yellow Jack, przyznawał, że zaangażowanie go do mało znaczącej roli było „marnotrawstwem”, lecz mimo to poradził sobie z „charakterystycznie angażującą umiejętnością”. Stewart uważał swój występ za „okropny”. Jego agent – Leland Hayward – zdecydował, że najlepszą drogą dla aktora będzie wypożyczanie go innym studiom, ponieważ MGM nie widziało dla niego w owym czasie ról głównych bohaterów. Biograf Michael D. Rinella opisywał Stewarta jako „chudego młodzieńca z niepewnym sposobem mówienia”.

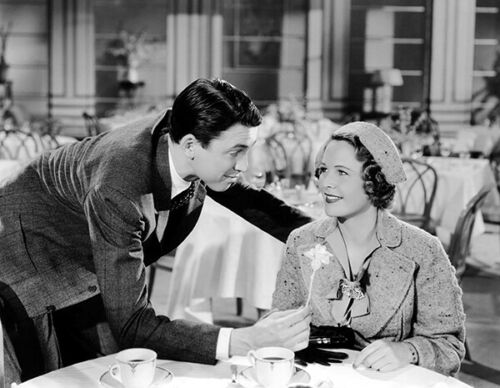
James Stewart i Wendy Barrie w filmie Speed (1936)

W 1936 zagrał niewielką rolę w drugim filmie dla MGM – przebojowym musicalu Rose Marie (reż. W.S. Van Dyke). W tym samym roku Stewart wystąpił łącznie w siedmiu filmach – zaczynając od melodramatu Next Time We Love (reż. Edward H. Griffith) na komedii Od wtorku do czwartku (reż. W.S. Van Dyke) kończąc. W wyniku negocjacji prowadzonych przez przyjaciółkę z University Players, Margaret Sullavan, aktor został obsadzony u jej boku w pierwszej z wymienionych produkcji, powstałej dla wytwórni Universal Pictures. Według biografów Sullavan intensywnie ćwiczyła ze Stewartem, zwiększając jego pewność siebie na ekranie. Film Next Time We Love okazał się sukcesem komercyjnym, zbierając pozytywne recenzje, czym Stewart zwrócił na siebie uwagę krytyków i kierownictwa MGM. Jeden z dziennikarzy przyznawał na łamach „The New York Timesa”, że aktor był „mile widzianym dodatkiem do listy czołowych męskich aktorów w Hollywood”, natomiast „Time” zaznaczał, że „główne znaczenie [filmu] w rozwoju przemysłu kinowego prawdopodobnie będzie dotyczyć obecności w obsadzie Jamesa Stewarta”.

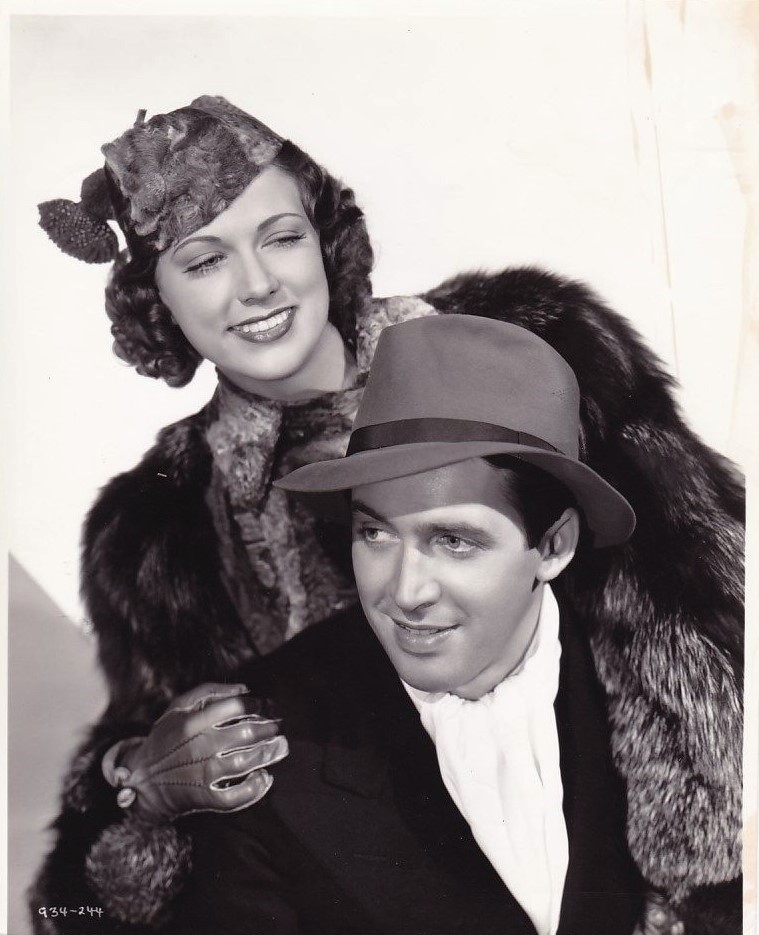
Eleanor Powell i James Stewart w filmie Urodzona do tańca (1936)

W kolejnych dwóch, udanych pod względem komercyjnym, filmach z gatunku komedii romantycznych – Żona czy sekretarka (reż. Clarence Brown) oraz Small Town Girl (reż. William A. Wellman) – wcielał się w role zdradzanego chłopaka, partnerując w głównych kreacjach kobiecych Jean Harlow i Janet Gaynor. Za występ w obydwu produkcjach Stewart zebrał entuzjastyczne recenzje. Po zagraniu w krótkometrażowym Important News (1936), aktor otrzymał swoją pierwszą najlepiej płatną rolę w niskobudżetowym filmie klasy B Speed (1936, reż. Edwin L. Marin), wcielając się w kierowcę testowego i mechanika Terry’ego Martina, mającego obsesję na punkcie opracowania szybkiego gaźnika, który rywalizuje w prestiżowym wyścigu samochodowym Indianapolis 500. Na planie, w głównej roli kobiecej partnerowała mu Wendy Barrie (jako Jane Mitchell). Film Marina okazał się porażką zarówno w opinii krytyków, jak i publiczności.
Ostatnie trzy produkcje Stewarta z 1936 były sukcesami kasowymi. W dramacie historycznym Tylko raz kochała (reż. Clarence Brown) zagrał epizod. W musicalu Urodzona do tańca (reż. Roy Del Ruth) otrzymał główną rolę Teda Barkera u boku Eleanor Powell, lecz jego występ spotkał się z krytycznymi ocenami; „The New York Times” napisał, że „śpiew i taniec [Stewarta] (na szczęście) nigdy nie wygrają w klasyfikacji mężczyzny pieśni i tańca”. Z kolei „Variety” określał śpiew i taniec Stewarta mianem „raczej bolesnego”. W ostatnim z filmów z 1936 – komedii Od wtorku do czwartku – wcielił się w mordercę Davida Grahama. Na ekranie partnerował parze Myrna Loy–William Powell. Kate Cameron z „New York Daily News” przyznawała, że „[Stewart] ma jedną wielką scenę, w której najskuteczniej udowadnia, że jest kimś więcej niż tylko podrostkiem w komediach muzycznych”.

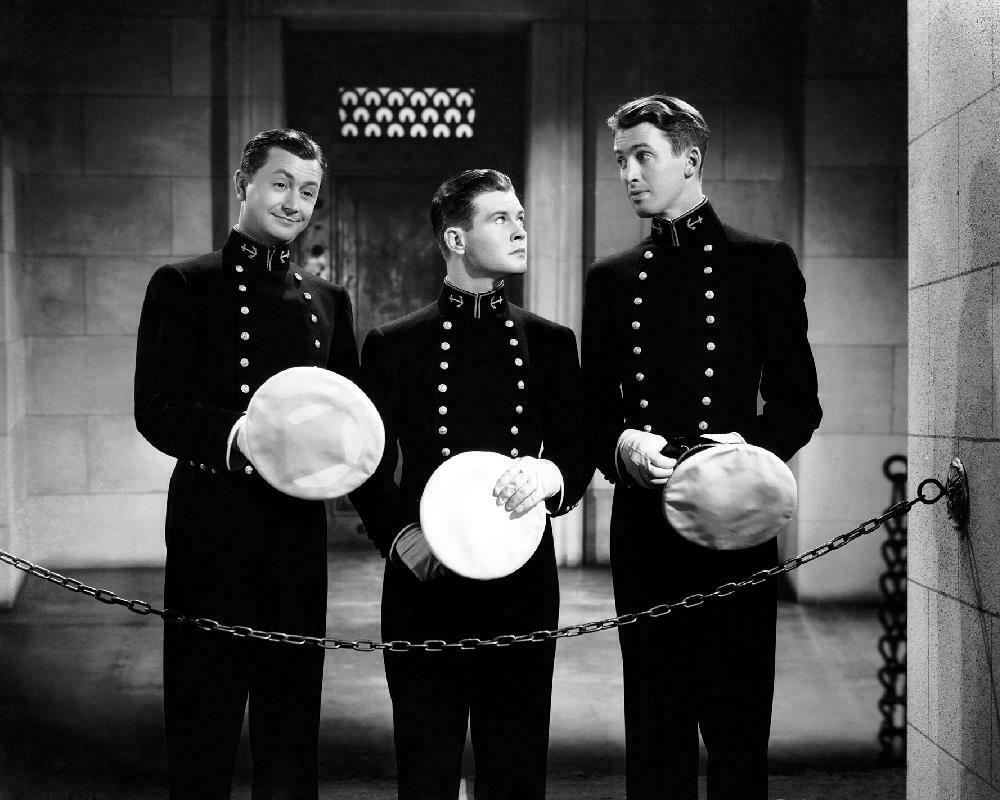
Robert Young, Tom Brown i Stewart w filmie Navy Blue and Gold (1937)

W 1937 Stewart został wypożyczony przez MGM do 20th Century Fox, gdzie wystąpił w dramacie romantycznym Siódme niebo (reż. Henry King). Aktor wykreował postać Chico, paryskiego kanalarza, za którą otrzymał negatywne recenzje, podobnie jak i sam film, będący klęską komercyjną. Eileen Creelman z „The New York Sun” pisała, że Stewart „nie próbował wyglądać ani mówić po francusku”, a William Boehnel z „New York World-Telegram” stwierdził, że Siódme niebo było pozbawione emocji. Partnerująca Stewartowi w głównej roli kobiecej francuska aktorka Simone Simon uważała, że obydwoje zostali źle obsadzeni. Następna produkcja – dramat kryminalny The Last Gangster (reż. Edward Ludwig) z Edwardem G. Robinsonem – również była porażką.

#### Navy Blue and Gold
Istotnym punktem we wczesnych latach kariery filmowej Stewarta był udział w dramacie sportowym Navy Blue and Gold (reż. Sam Wood), gdzie wcielił się w Johna „Trucka” Crossa, członka drużyny futbolu amerykańskiego na United States Naval Academy. W rolach głównych partnerowali mu Lionel Barrymore i Robert Young. Według Helene McGowan Stewart, przyjmując udział w filmie, zrealizował swoje dziecięce marzenie o uczęszczaniu do wspomnianej uczelni wojskowej. Navy Blue and Gold Wooda był sukcesem w box offisie, a aktor otrzymał najlepsze recenzje prasowe w dotychczasowej karierze. Zdaniem Marca Eliota Stewart miał okazję pokazać się z innej, głębszej strony w porównaniu z prezentowaną do tej pory typową romantyczną grą aktorską, którą wciąż wyznaczało mu studio.

#### Przełom filmowy (1938–1941)

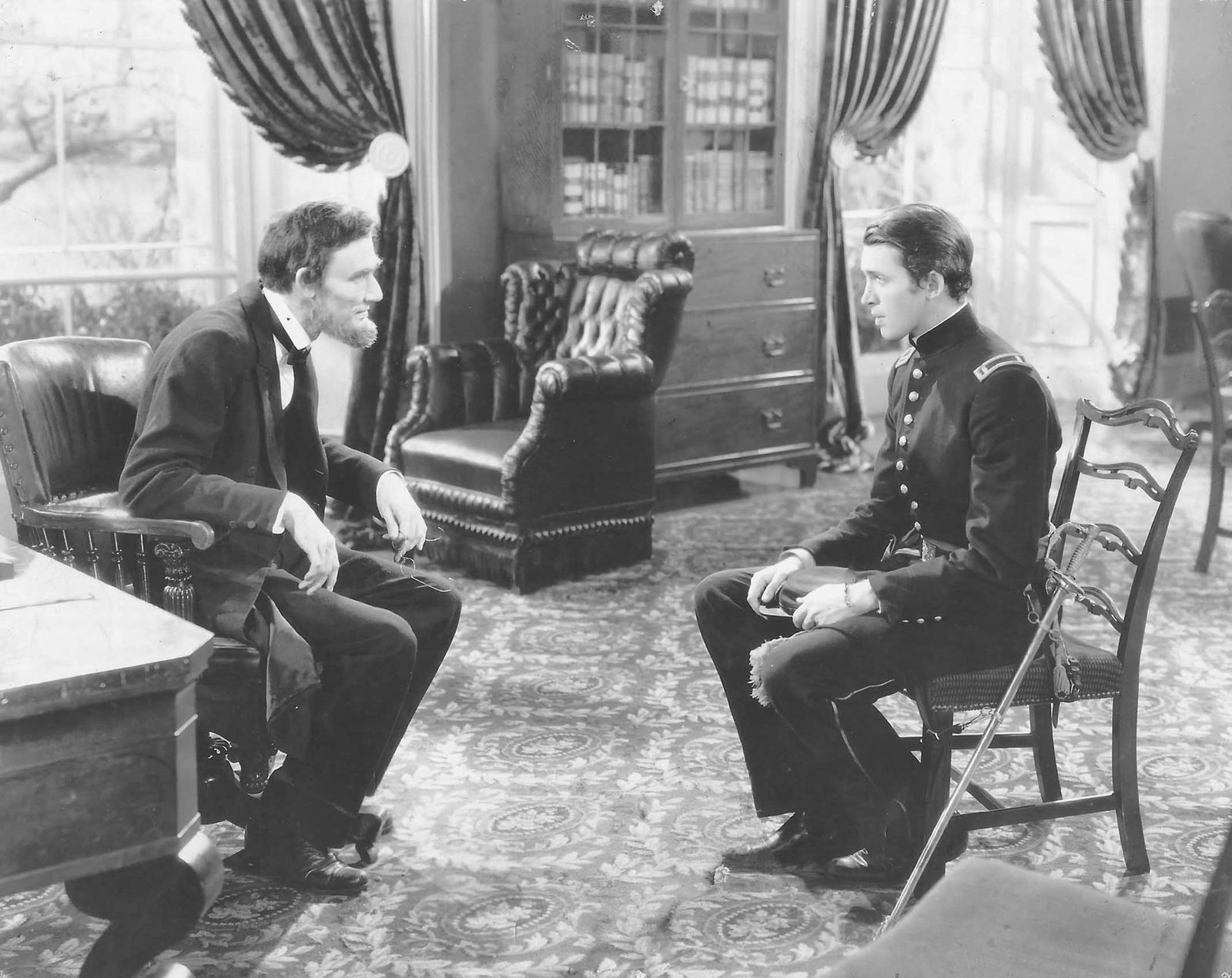
John Carradine i James Stewart w filmie W ludzkich sercach (1938)

Choć Stewart zbierał przychylne recenzje w prasie, wciąż był drugorzędnym aktorem studia, a MGM wahało się przed obsadzaniem go w głównych rolach. W westernie W ludzkich sercach (1938, reż. Clarence Brown) zagrał drugoplanową postać Jasona Wilkinsa, który buntuje się przeciwko swojemu ojcu, wielebnemu Ethanowi (Walter Huston). Choć film uzyskał przeciętny wynik finansowy, to krytycy pozytywnie oceniali grę Stewarta. Następnie aktor został zaangażowany do głównej roli w komedii romantycznej Blond niebezpieczeństwo (reż. George Stevens) u boku Ginger Rogers, wyprodukowanej dla studia RKO Radio Pictures. Według Gary’ego Fishgalla występ Stewarta w Blond niebezpieczeństwie ujawnił jego talent do komedii romantycznych. „New York Herald” określał go mianem „jednego z najbardziej znanych i ujmujących młodych aktorów pojawiających się obecnie na ekranie”.
Trzecim projektem Stewarta z 1938 był melodramat wojenny Listy z frontu (reż. H.C. Potter), gdzie na planie po raz drugi współpracował z Margaret Sullavan. Aktor otrzymał zróżnicowane oceny występu; Bland Johaneson z „New York Daily Mirror” porównywał go do Stana Laurela, z kolei Irene Thier uważała za pośrednictwem „New York Posta”, że jego rola była „kolejnym dowodem na to, że ten młody człowiek jest jednym z najlepszych aktorów młodego pokolenia na ekranie”. Zdaniem Fishgalla Stewart czerpał z własnych uczuć nieodwzajemnionej miłości do Sullavan, która wyszła za mąż za reprezentującego go w owym czasie agenta, Lelanda Haywarda.

#### Cieszmy się życiem

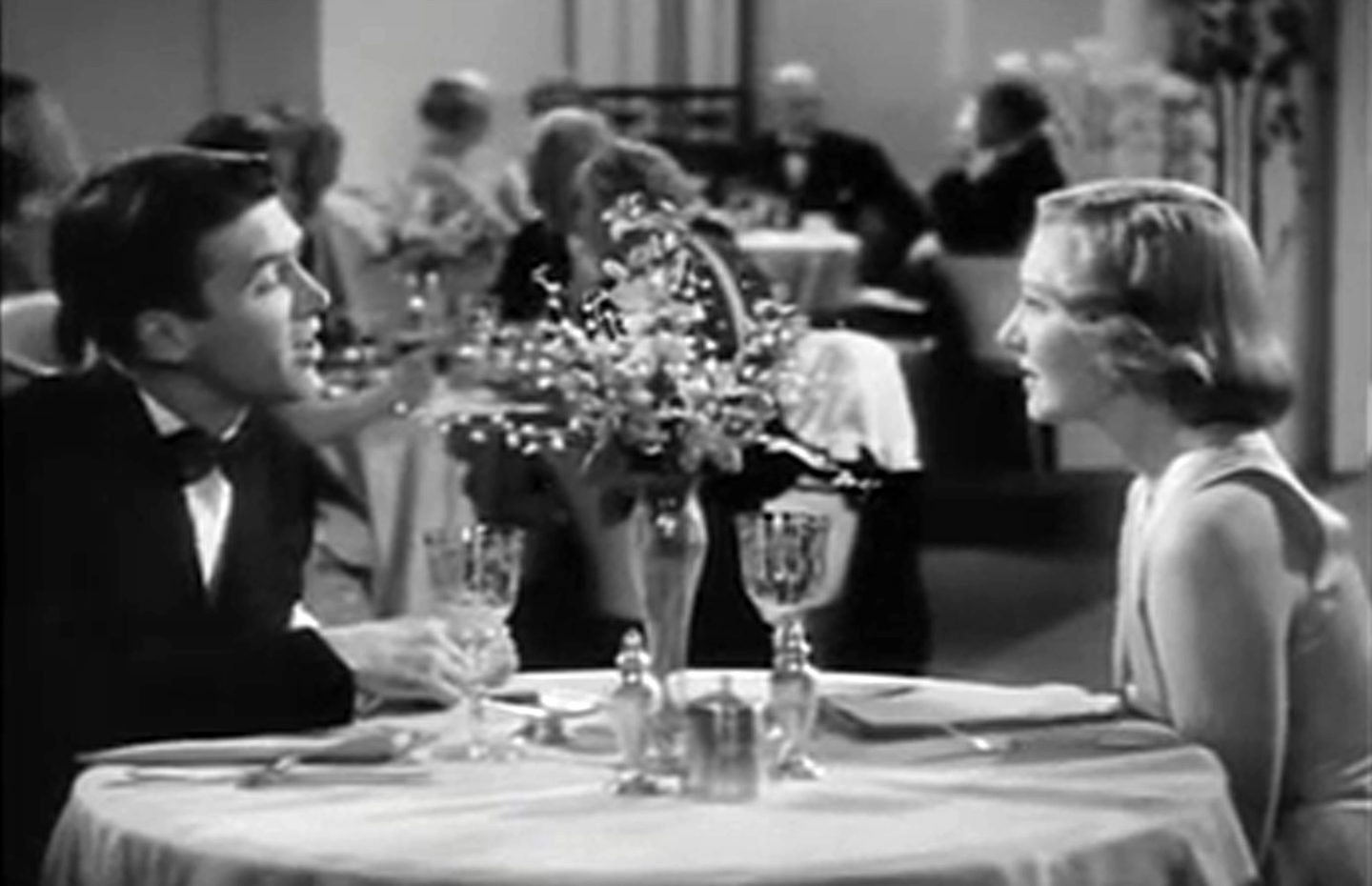
James Stewart i Jean Arthur w filmie Cieszmy się życiem (1938)

Zmiana statusu nastąpiła w 1938, gdy aktor został wypożyczony do studia Columbia Pictures, aby zagrać główną rolę w komedii romantycznej Franka Capry Cieszmy się życiem z Jean Arthur. Reżyser, ukończywszy kilka dobrze przyjętych filmów, szukał do swojego nowego projektu głównego aktora, który byłby w stanie zastąpić Clarka Gable’a. Będąc pod wrażeniem występu Stewarta w Navy Blue and Gold, zdecydował się powierzyć mu jedną z wiodących ról, prostolinijnego potomka zamożnego i staroświeckiego rodu Tony’ego Kirby’ego. W ocenie Capry Stewart był jednym z najlepszych aktorów, jaki kiedykolwiek trafił na ekran, intuicyjnie rozumiał archetypy postaci i nie wymagał szczególnej reżyserii. Cieszmy się życiem był sukcesem komercyjnym, plasując się na piątym miejscu w podsumowaniu roku w amerykańskim box offisie oraz zdobył nagrodę Akademii Filmowej w kategorii dla najlepszego filmu. Mimo że krytycy chwalili Arthur i Stewarta – w ocenie „Variety” wywoływali „wiele śmiechu” – to znacznie więcej uwagi w swoich recenzjach poświęcali kreacjom Edwarda Arnolda i Lionela Barrymore’a. Po premierze Stewart zyskał status gwiazdy.
W przeciwieństwie do Cieszmy się życiem, pierwsze trzy produkcje Stewarta z 1939 były komercyjnymi rozczarowaniami. W komedii romantycznej Stworzeni dla siebie (reż. John Cromwell) wystąpił wspólnie z Carole Lombard. Winą za słabe zyski finansowe aktor obwiniał przeciętny scenariusz oraz reżyserię. Krytycy docenili film; jeden z recenzentów „Newsweeka” przyznał, że Stewart i Lombard byli „doskonale obsadzeni w rolach głównych”. Pozostałe dwa projekty – dramat musicalowy Biała kawalkada (reż. Reinhold Schünzel) z Joan Crawford oraz będący mieszanką komedii, kryminału i romansu Ten cudowny świat (reż. W.S. Van Dyke) z Claudette Colbert – okazały się porażkami w oczach recenzentów.

#### Pan Smith jedzie do Waszyngtonu

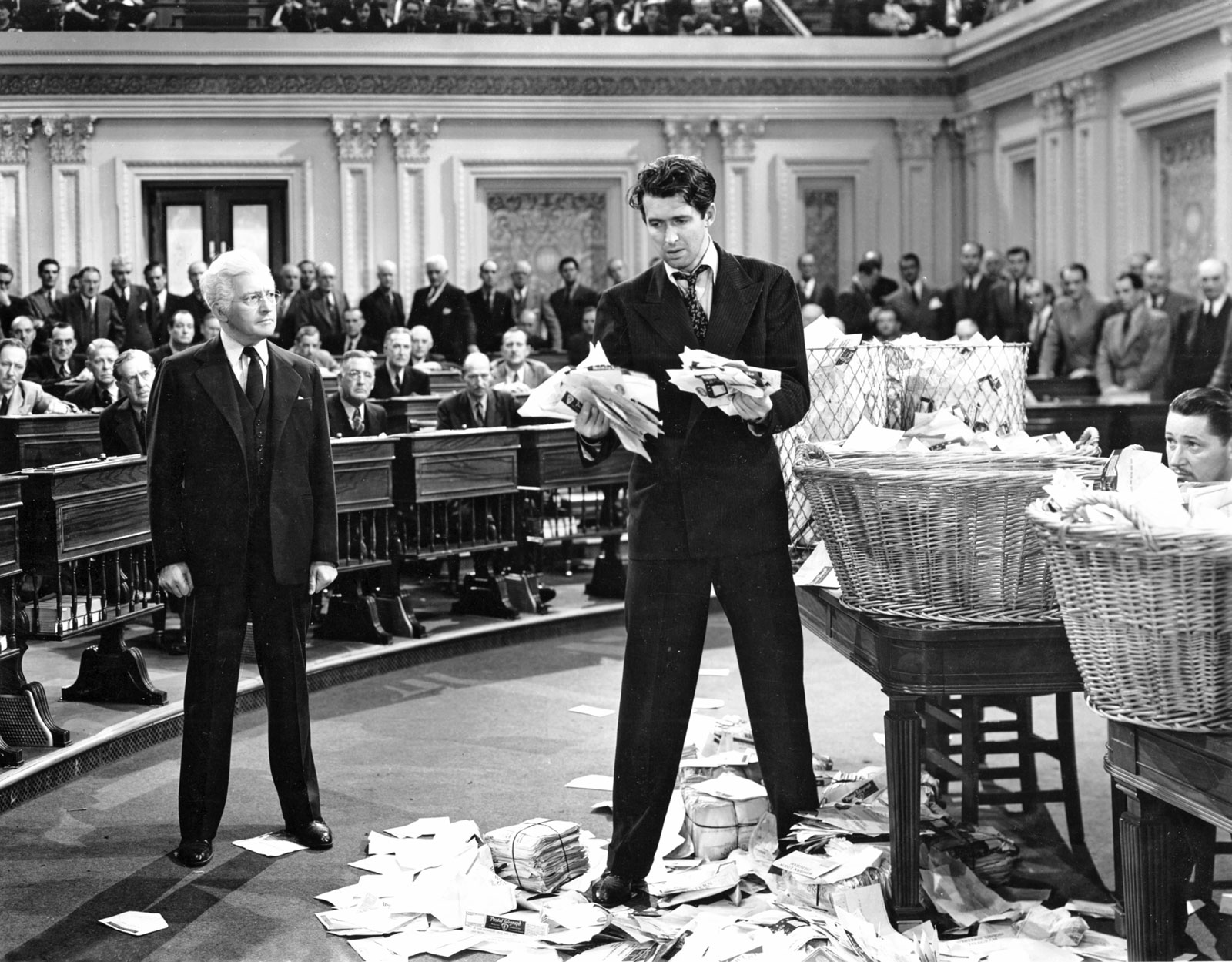
Claude Rains i Stewart w filmie Pan Smith jedzie do Waszyngtonu (1939)

Realizując czwarty film z 1939 – polityczny komediodramat Pan Smith jedzie do Waszyngtonu – Stewart ponownie współpracował na planie z reżyserem Frankiem Caprą i Jean Arthur. Wcielił się w rolę aktywisty Jeffersona „Jeffa” Smitha, który trafia na polityczną arenę. Według Donalda Deweya całkowite zaabsorbowanie postacią Smitha przez Stewarta spowodowało, że aktor w trakcie realizacji znacznie oddalił się od Arthur, „poszukującej wiecznego uspokojenia”. Specjalna premiera odbyła się 17 października w DAR Constitution Hall w Waszyngtonie. Film, jak i występ aktora, spotkał się z uznaniem ze strony krytyków; „The Nation” był zdania, że Pan Smith jedzie do Waszyngtonu jest najlepszym filmem roku oraz że „[Stewart] zajmuje pierwsze miejsce wśród aktorów z Hollywood… Teraz jest dojrzalszy i odgrywa trudną rolę, z wieloma niuansami, momentami tragikomicznego oddziaływania”. „New York Daily News” pisał o filmie jako „arcydziele Capry”. Sam reżyser w pochlebnych słowach wypowiadał się na temat kreacji Stewarta: „Grał [Jeffersona Smitha] całym sercem, całym umysłem, sprawiając, że stało się to tak realne, tak prawdziwe”.

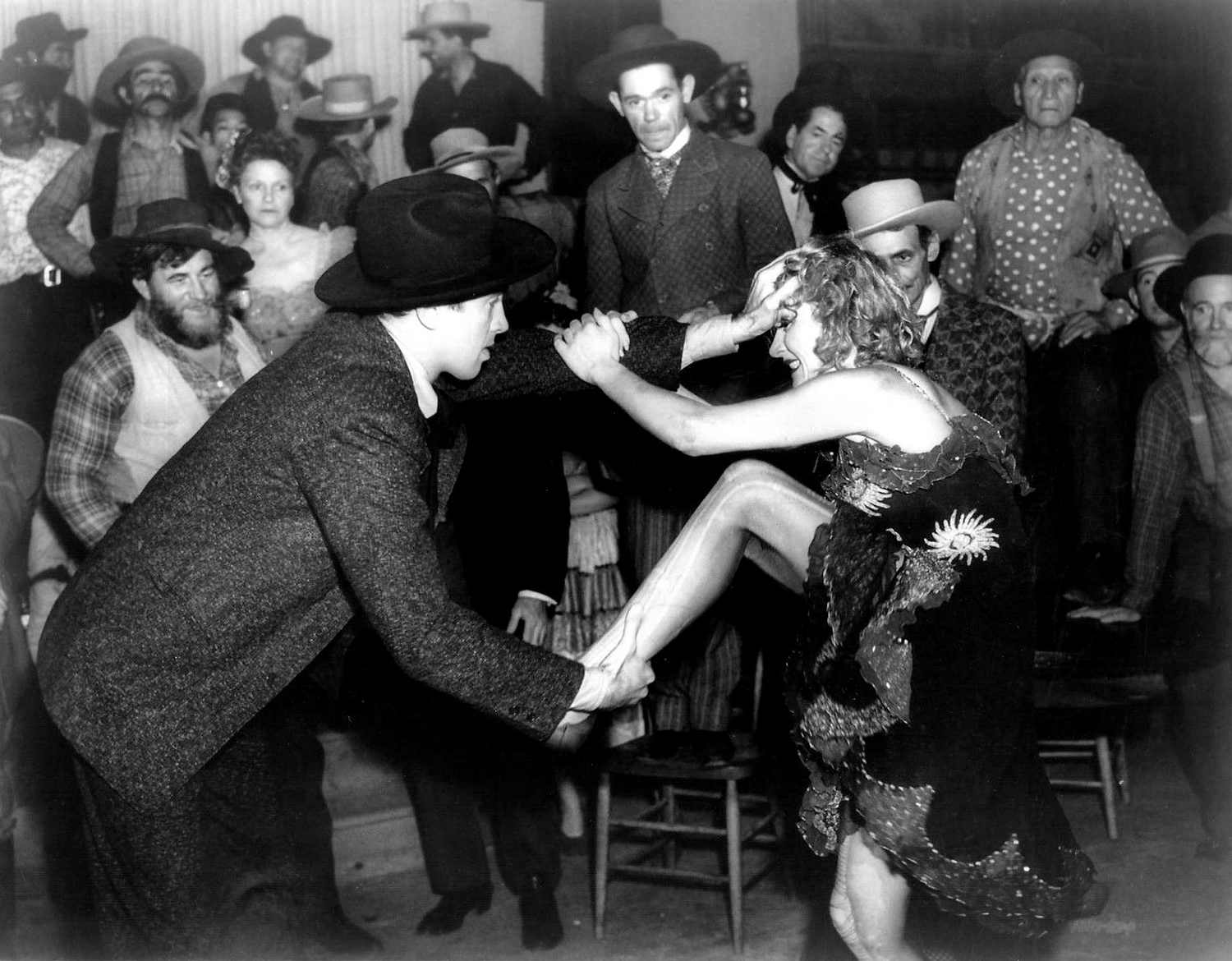
Stewart i Dietrich w westernie Destry znowu w siodle (1939)

Za rolę Jeffersona „Jeffa” Smitha Stewart został uhonorowany nagrodą Stowarzyszenia Nowojorskich Krytyków Filmowych oraz uzyskał pierwszą w karierze nominację do nagrody Akademii Filmowej w kategorii dla najlepszego aktora pierwszoplanowego, przegrywając rywalizację o statuetkę Oscara z Robertem Donatem, nagrodzonym za występ w melodramacie Żegnaj Chips (reż. Sam Wood). W opinii Rinella wysoko oceniane występy w filmach Cieszmy się życiem, Stworzeni dla siebie i Pan Smith jedzie do Waszyngtonu spowodowały, że Stewart przestał być uczniem, a stał się czołowym aktorem.
Ostatnią produkcją aktora z 1939 był western z elementami parodii Destry znowu w siodle (reż. George Marshall) z Marlene Dietrich. Wykreował w nim postać pacyfisty Toma Destry’ego, w którym zakochuje się dziewczyna z saloonu Frenchy (Dietrich). Film był jednym z większych sukcesów komercyjnych roku w Stanach Zjednoczonych oraz zebrał entuzjastyczne oceny; recenzent „Time’a” pisał: „James Stewart, który właśnie zagrał swoją najlepszą rolę jako Jefferson Smith w Pan Smith jedzie do Waszyngtonu, prezentuje się równie dobrze, o ile nie lepiej niż wspomniany Jefferson Smith”.

### Lata 40.

#### Sklep za rogiem

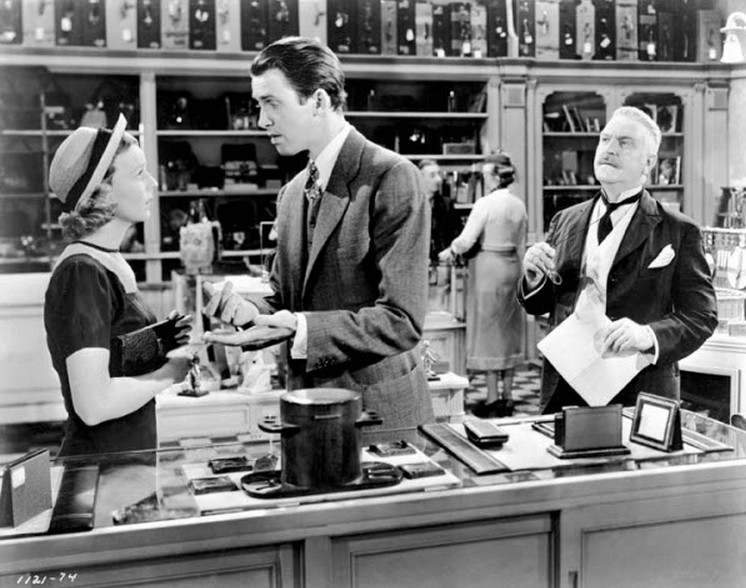
Sullavan, Stewart i Frank Morgan w filmie Sklep za rogiem (1940)

Na początku lat 40. Stewart ponownie współpracował z Sullavan. Pierwszą wspólną produkcją obojga aktorów była komedia romantyczna Sklep za rogiem (1940, reż. Ernst Lubitsch), zekranizowana na podstawie sztuki autorstwa Miklósa László z 1937. Fabuła filmu przedstawiała losy pracującego w sklepie z upominkami u Hugo Matuschka (Frank Morgan) Alfreda Kralika (Stewart). Wkrótce do pracy zostaje zatrudniona Klara Novak (Sullavan). Para nie przepada za sobą, jednak nie jest świadoma faktu, że anonimowo koresponduje ze sobą. Film Lubitscha został wysoko oceniony, a sam reżyser po latach uważał go za swoją najlepszą produkcję. Sklep za rogiem, prócz entuzjastycznych recenzji, okazał się również przebojem kasowym w Europie (całkowite zyski z przychodów filmu szacowano na 380 tys. dolarów). Mniejsze uznanie zyskał wśród publiczności w Stanach Zjednoczonych, gdzie w owym czasie największym powodzeniem cieszyły się produkcje z gatunku screwball comedy. Krytycy szczególnie chwalili siłę duetu Stewart–Sullavan; „Trudno byłoby wyobrazić sobie dwie osoby lepiej dostosowane do ról Kralika i panny Novak niż James Stewart i Margaret Sullavan” – pisał „The Post-Standard”. W podobnym tonie brzmiała ocena branżowego „Variety”, dla którego Stewart i Sullivan stworzyli „wybitne kreacje” oraz prognozował, że film „z pewnością podniesie ich popularność”.
W tym samym roku Stewart i Sullavan ponownie wystąpili razem. MGM obsadziło dwoje aktorów w dramacie Śmiertelna zawierucha (reż. Frank Borzage) opowiadającym o losach córki profesora Rotha (Frank Morgan) Freyi (Sullavan) i studenta Martina Breitnera (Stewart), których losy splatają się w momencie dojścia Adolfa Hitlera do władzy w 1933. Premiera miała miejsce 20 czerwca 1940 w nowojorskim Capitol Theatre. Śmiertelna zawierucha była jednym z pierwszych tak otwarcie antyfaszystowskich filmów wyprodukowanych w Hollywood, lecz zdaniem biografów nie oddziałała na publiczność, ponieważ nie ukazała prześladowań, jakich doświadczali Żydzi. Mimo słabego wyniku w box offisie, Śmiertelna zawierucha otrzymała przychylne recenzje.
Przedostatnim projektem Stewarta z 1940 był komediodramat No Time for Comedy (reż. William Keighley) z Genevieve Tobin i Rosalind Russell, będący adaptacją broadwayowskiej sztuki z 1939, gdzie w głównych rolach zagrali Katharine Cornell i Laurence Olivier. Bosley Crowther z „The New York Timesa” ocenał, że Stewart był „najlepszym punktem w tym filmie”, który mimo to nie odniósł sukcesu kasowego. Przed zagraniem w ostatnim filmie w 1940 wynegocjował nowy kontrakt z Louisem B. Mayerem ze studia MGM.

#### Filadelfijska opowieść

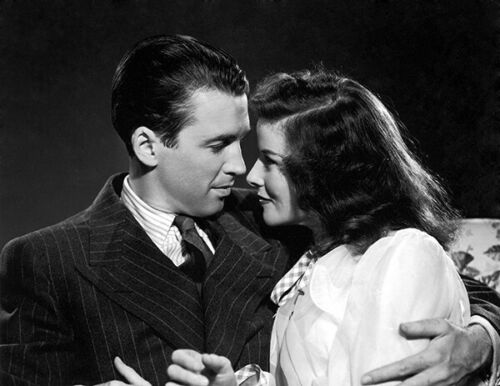
James Stewart i Katharine Hepburn w filmie Filadelfijska opowieść (1940)

Rok 1940 Stewart zakończył występem obok Cary’ego Granta i Katharine Hepburn w komedii romantycznej Filadelfijska opowieść (reż. George Cukor), opartej na sztuce The Philadelphia Story autorstwa Philipa Barry’ego z 1939. Wcielił się w cynicznego, natrętnego i szybko mówiącego reportera Macaulaya Connora z czasopisma „Spy”, który za namową  C.K. Dextera Havena (Grant) przybywa razem z fotografką Liz Imbrie (Ruth Hussey) na ślub jego byłej żony Tracy Lord (Hepburn). Aktor chętnie przyjął ofertę udziału w produkcji, pomimo mniejszej gaży od Granta i Hepburn. Kreacja Connora w wykonaniu Stewarta została entuzjastycznie przyjęta przez krytyków; recenzent „New York Herald Tribune” przyznawał, że aktor „wniósł wiele elementów komediowych do filmu i przyczynił się do najbardziej nieodpartych chwil romantycznych”. Stewarta po raz drugi nominowano do nagrody Akademii Filmowej w kategorii dla najlepszego aktora pierwszoplanowego. W walce o statuetkę Oscara rywalizował z Charliem Chaplinem, Henrym Fondą (na którego oddał głos), Laurence’em Olivierem i Raymondem Masseyem. 27 lutego 1941, podczas 13. ceremonii wręczenia Oscarów w Los Angeles, został nagrodzony statuetką.
Stewart przekazał Oscara swojemu ojcu, który wystawił statuetkę w prowadzonym przez siebie sklepie, umieszczając ją obok innych nagród rodzinnych i medali wojskowych. Występ w filmie Pan Smith jedzie do Waszyngtonu aktor uważał za lepszy, i był zdania, że Akademia w ten sposób chciała zrekompensować mu to, że nie nagrodziła go statuetką rok wcześniej. Eliot zwracał uwagę na fakt, że rola aktora w Filadelfijskiej opowieści nie była pierwszoplanową, lecz drugoplanową. W późniejszym czasie Stewart przyznawał, że „nigdy nie czułem się z tym [werdyktem Akademii] dobrze”.
W 1941 aktor zagrał w dwóch komediach romantycznych – z Hedy Lamarr w Bądź ze mną (reż. Clarence Brown), która w ocenie Eliota była „kiepska i nieśmieszna”, oraz Pot o’ Gold (reż. George Marshall), gdzie na planie partnerowała mu Paulette Goddard. Druga z produkcji była niezależnym pastiszem muzycznym, którego celem było wykorzystanie rozpoznawalności występującego w filmie Horacego Heidta i jego musicalu. Stewart uważał Pot o’ Gold za najgorszy film w swoim dorobku. Ostatnią produkcją aktora przed rozpoczęciem służby wojskowej był musical Kulisy wielkiej rewii (reż. Robert Z. Leonard), sequel Wielkiego Ziegfelda z 1936. W filmie, poza Stewartem, wystąpiły również Hedy Lamarr, Judy Garland i Lana Turner. Aktor nie chciał ponownie współpracować z Lamarr, lecz Mayer, uważający, że „wiejski Jimmy i egzotyczna Hedy tworzą idealną parę”, zdecydował się obsadzić oboje we wspomnianym musicalu. Producent Pandro S. Berman publicznie przyznał, że Stewart był nieszczęśliwy podczas kręcenia wszystkich trzech filmów po Filadelfijskiej opowieści. Kulisy wielkiej rewii, mimo krytycznych recenzji, okazały się jednym z największych przebojów w amerykańskim box offisie w 1941.

#### Służba wojskowa (1941–1968)

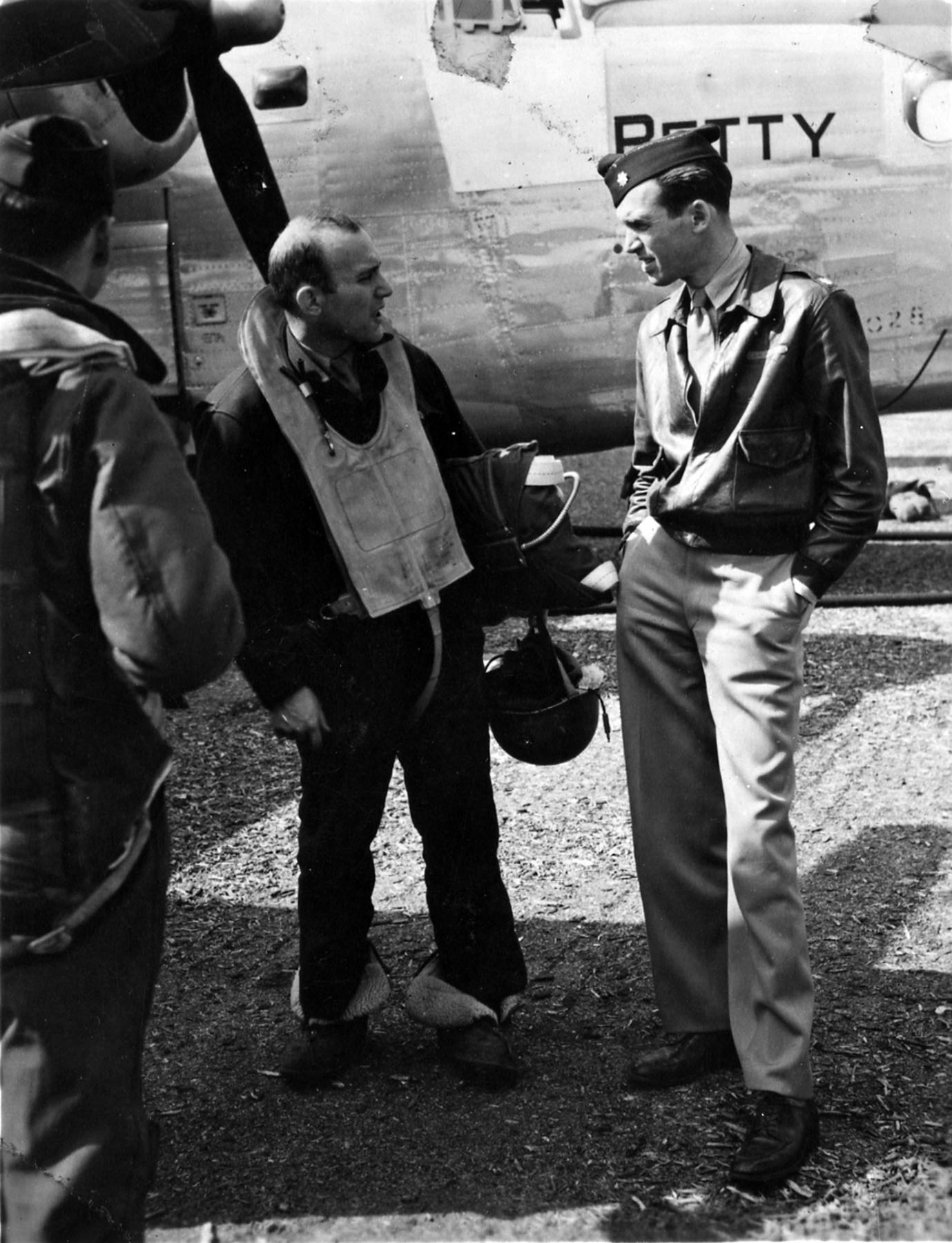
James Stewart (w stopniu kapitana) w trakcie rozmowy z załogą samolotu Consolidated B-24 Liberator (1943)

James Stewart był pierwszą znaczącą amerykańską gwiazdą filmową, która zaciągnęła się do United States Army, by wziąć udział w II wojnie światowej. Postanowił zostać lotnikiem, ponieważ wcześniej zdobył Private Pilot Licence i Commercial Pilot Licence – przed rekrutacją miał już na koncie wylatanych czterysta godzin. W 1937, na zaproszenie swojego agenta filmowego, Lelanda Haywarda, pełnił funkcję drugiego pilota w wyścigu przełajowym. W 1939 został jednym z pierwszych inwestorów (obok Briana Aherne, Cary’ego Granta, Henry’ego Fondy, Hoagy’ego Carmichaela i Williama Goetza) wspierających budowę lotniska Thunderbird Field No. 1 w Glendale w stanie Arizona, obsługiwanego przez szkołę pilotażu Southwest Airways. W listopadzie 1940 Stewart po raz pierwszy usiłował zaciągnąć się do amerykańskiej armii, lecz jego kandydaturę odrzucono z powodu niedowagi. Po złożeniu odwołania i pozytywnym jego rozpatrzeniu, zaciągnął się w lutym 1941. Będąc doświadczonym pilotem amatorem, 22 marca zapisał się jako szeregowiec do Korpusu Powietrznego Armii Stanów Zjednoczonych. Stewart, ukończywszy w 1941 33 lata, przekroczył maksymalny limit wieku pozwalający na udział w szkoleniu kadetów lotniczych – normalną ścieżkę zlecaną pilotom, nawigatorom i bombardierom – wobec czego złożył wniosek o nominację oficerską do Korpusu Powietrznego zarówno jako absolwent college’u, jak i licencjonowany pilot komercyjny. Decyzją z 1 stycznia 1942 otrzymał stopień podporucznika.
Po zaciągnięciu się w szeregi amerykańskiej armii, Stewart nie występował w filmach, a jego publiczne występy były ograniczone zadaniami zaplanowanym przez United States Army Air Forces. Decyzją Korpusu Powietrznego Stewart, tydzień po ataku na Pearl Harbor, wystąpił w radiu sieciowym obok Edgara Bergena, Edwarda G. Robinsona, Lionela Barrymore’a, Orsona Wellesa i Waltera Hustona w programie We Hold These Truths z okazji 150. rocznicy uchwalenia Karty praw Stanów Zjednoczonych. Pojawił się również w propagandowym filmie krótkometrażowym sił zbrojnych First Motion Picture Unit – Winning Your Wings (1942, reż. John Huston), aby pomóc w rekrutacji lotników.
Stewart był zaniepokojony tym, że jego status gwiazdy filmowej sprowadzi go do obowiązków wykraczających poza granice. Jego obawy potwierdziły się, gdy po awansie na stopień porucznika 7 lipca 1942, był stacjonującym pilotem szkoleniowym na lotnisku wojskowym Kirtland Air Force Base w Albuquerque w stanie Nowy Meksyk. Dnia 9 lipca 1943 został awansowany do rangi kapitana oraz mianowany dowódcą eskadry. Po usłyszeniu pogłosek mówiących o tym, że został przydzielony do realizacji filmów szkoleniowych lub sprzedaży obligacji, Stewart zwrócił się do swojego dowódcy z prośbą o przeniesienie. Rozumiejąc jego sytuację, przełożony zdecydował się polecić go dowódcy jednostki 445th Operations Group, która kończyła szkolenie na samolotach Consolidated B-24 Liberator. 25 listopada 1943 przybył do Anglii, aby pilotować B-24.
Po wykonaniu misji nad Ludwigshafen am Rhein 7 stycznia 1944, Stewart, prowadząc grupę bombowców z 445th Bombardment Group zdecydował się pozostać ze swymi samolotami z inną grupą maszyn z tej samej jednostki, która po błędzie nawigacyjnym odłączyła się od głównych sił. Oddzielona grupa była bardziej narażona na ataki niemieckich myśliwców. Decyzja Stewarta zwiększyła siłę obronną większej formacji bombowców i prawdopodobnie ocaliła drugą jednostkę przed zagładą – aczkolwiek za cenę większego ryzyka dla jego maszyn. W uznaniu zasług, Stewart otrzymał list z gratulacjami i dwa tygodnie później awans na majora. Za działania jako zastępcy dowódcy 2d Combat Bombardment Wing odznaczono go Zaszczytnym Krzyżem Lotniczym. Został również odznaczony francuskim Krzyżem Wojennym z palmą i amerykańskim Medalem Lotniczym z trzema oak leaf cluster. 29 marca 1945 Stewarta awansowano do stopnia pułkownika, dzięki czemu stał się on jednym z niewielu Amerykanów, który w ciągu czterech lat awansował od szeregowego do pułkownika. Łącznie ukończył 25 misji bojowych i prócz Ludwigshafen am Rhein brał również udział w nalotach na Berlin, Frankfurt nad Menem, Fürth, Kilonię, Kolonię i port lotniczy Breda-Gilze Rijen.
Wczesną jesienią 1945 powrócił do Stanów Zjednoczonych. Po zakończeniu wojny działał w Air Force Reserve Command. W październiku 1945 był jednym z dwunastu założycieli i członkiem statutowym stowarzyszenia (zarejestrowanego kodem 501(c)(3)) Air Force Association, mającego na celu edukowanie w zakresie lotnictwa i wojskowości. 23 lipca 1959 został awansowany na generała brygady, stając się najwyższym rangą aktorem w historii amerykańskiej wojskowości. 20 lutego 1966 pełnił rolę obserwatora na Boeingu B-52 Stratofortress podczas misji bombowej Arc Light w trakcie wojny wietnamskiej. Stewart służył przez 27 lat; na emeryturę przeszedł 31 maja 1968, kiedy osiągnął obowiązkowy wiek emerytalny 60 lat. Nazajutrz odznaczono go Medalem Sił Lądowych.

#### To wspaniałe życie

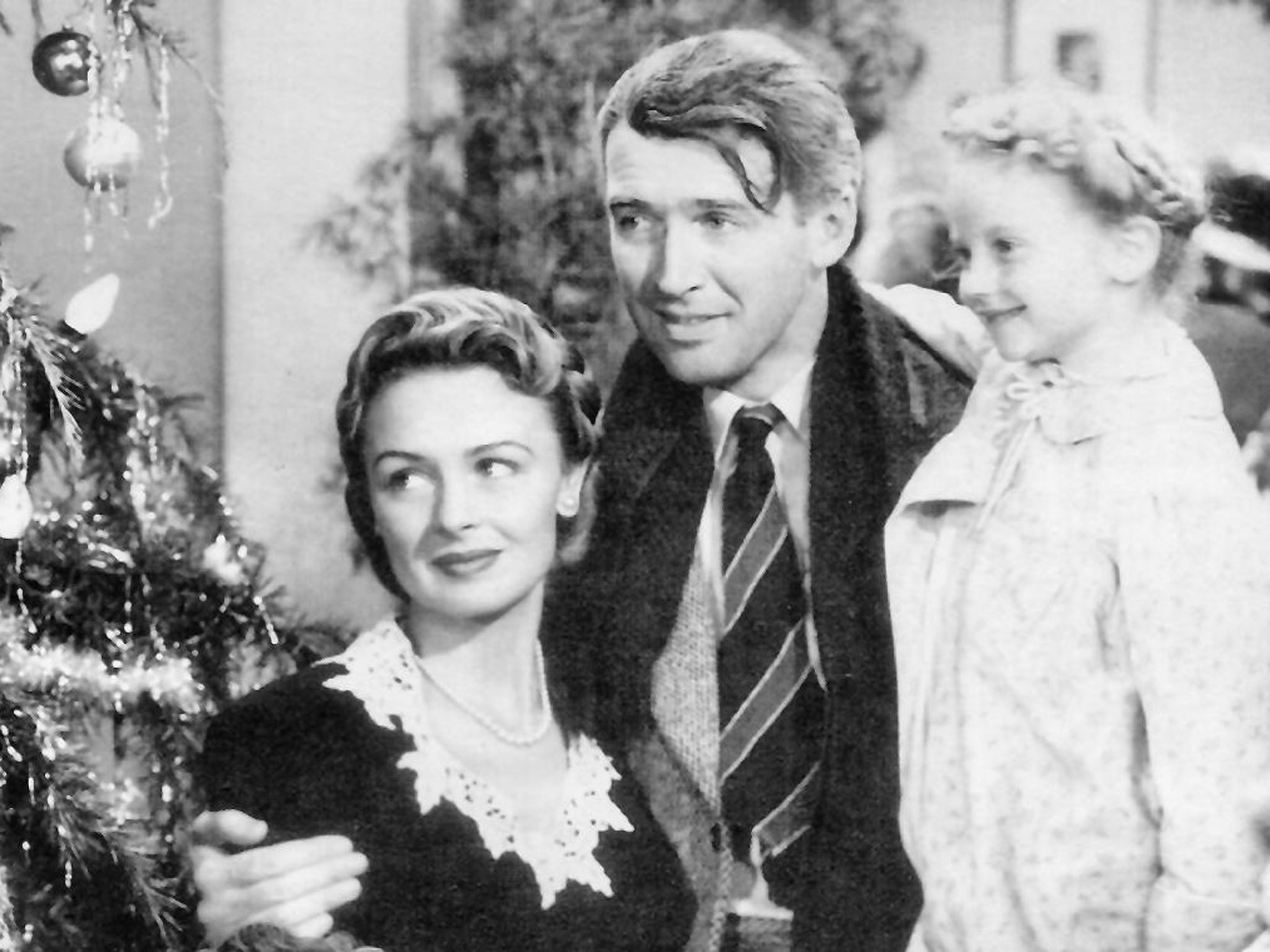
Od lewej: Donna Reed, James Stewart i Karolyn Grimes w kadrze z filmu To wspaniałe życie (1946)

Po doświadczeniach wojennych Stewart rozważał możliwość powrotu do Indiany i prowadzenie rodzinnego sklepu. Jego agent, Leland Hayward, odszedł z branży w 1944, odsprzedając MCA Inc. swoją listę reprezentowanych gwiazd (ze Stewartem). Aktor nie przedłużył kontraktu z MGM, wiążąc się umową z MCA Inc. Jak wspominał, nowym początkiem dla niego była oferta od Franka Capry, który poprosił go, aby wystąpił w utrzymanym w klimacie świątecznym dramacie z elementami fantasy To wspaniałe życie (1946). Był to pierwszy powojenny projekt dla aktora i reżysera. Stewart wcielił się w George’a Baileya, kierownika budowlanej kasy oszczędnościowej, który w wyniku załamania nerwowego postanawia w wigilię Bożego Narodzenia popełnić samobójstwo. Z pomocą przybywa mu jego anioł stróż Clarence Odbody (Henry Travers). W trakcie realizacji Stewart miał wątpliwości co do swojej gry i w dalszym ciągu rozważał wycofanie się z filmu. To wspaniałe życie nominowane było do pięciu nagród Akademii Filmowej (Stewart po raz trzeci uzyskał nominację w kategorii dla najlepszego aktora pierwszoplanowego, przegrywając rywalizację z Fredricem Marchem, nagrodzonym za występ w filmie Najlepsze lata naszego życia, reż. William Wyler), nie zdobywając żadnej statuetki. Sam film otrzymał mieszane recenzje, a słaby wynik w box offisie nie zwrócił kosztów produkcji. Mimo że krytycy w większości uważali To wspaniałe życie za film zbyt sentymentalny, to Bosley Crowther przyznał, że Stewart wykonał „serdeczną i wzruszającą pracę”, co świadczy o tym, że „dorastał zarówno pod względem duchowym, jak i talentu podczas wojny”. W późniejszym czasie aktor wymieniał To wspaniałe życie jako swój ulubiony film, a granego bohatera wzorował na własnym ojcu.
W następstwie niepowodzenia Tego wspaniałego życia firma producencka Capry zbankrutowała, a Stewart miewał wątpliwości co do swoich zdolności aktorskich. Na horyzoncie coraz wyraźniej zaczęło pojawiać się nowe pokolenie aktorów, którzy wkrótce mieli rozpocząć kariery w Hollywood – James Dean, Marlon Brando, Montgomery Clift. Dzieląc pracę między filmem, radiem i teatrem, jedyną produkcją Stewarta z 1947 była komedia Magiczne miasto (reż. William A. Wellman) z Jane Wyman, której fabuła skupiała się na nowej metodzie badań opinii publicznej. Film został negatywnie przyjęty przez krytyków oraz nie zyskał uznania wśród publiczności.

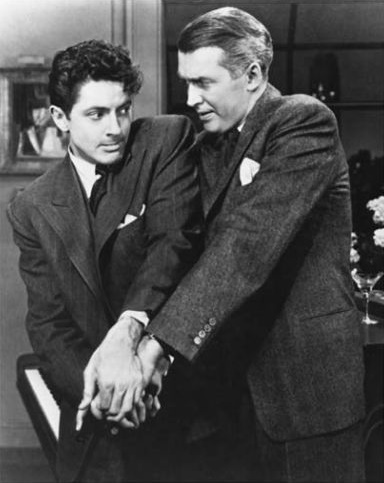
Farley Granger i James Stewart w filmie Sznur (1948)

W 1948 aktor zagrał w czterech produkcjach – pierwszą z nich był dobrze przyjęty przez krytyków kryminał noir Dzwonić Northside 777 (reż. Henry Hathaway). Komedia On Our Merry Way (reż. King Vidor, Leslie Fenton), w której wcielił się w muzyka jazzowego Marvina Payne’a, okazała się krytyczną i komercyjną klęską. W głównej roli partnerował mu Henry Fonda. Komedia romantyczna You Gotta Stay Happy (reż. H.C. Potter) z Joan Fontaine była jak dotąd najbardziej udanym powojennym projektem Stewarta.

#### Sznur

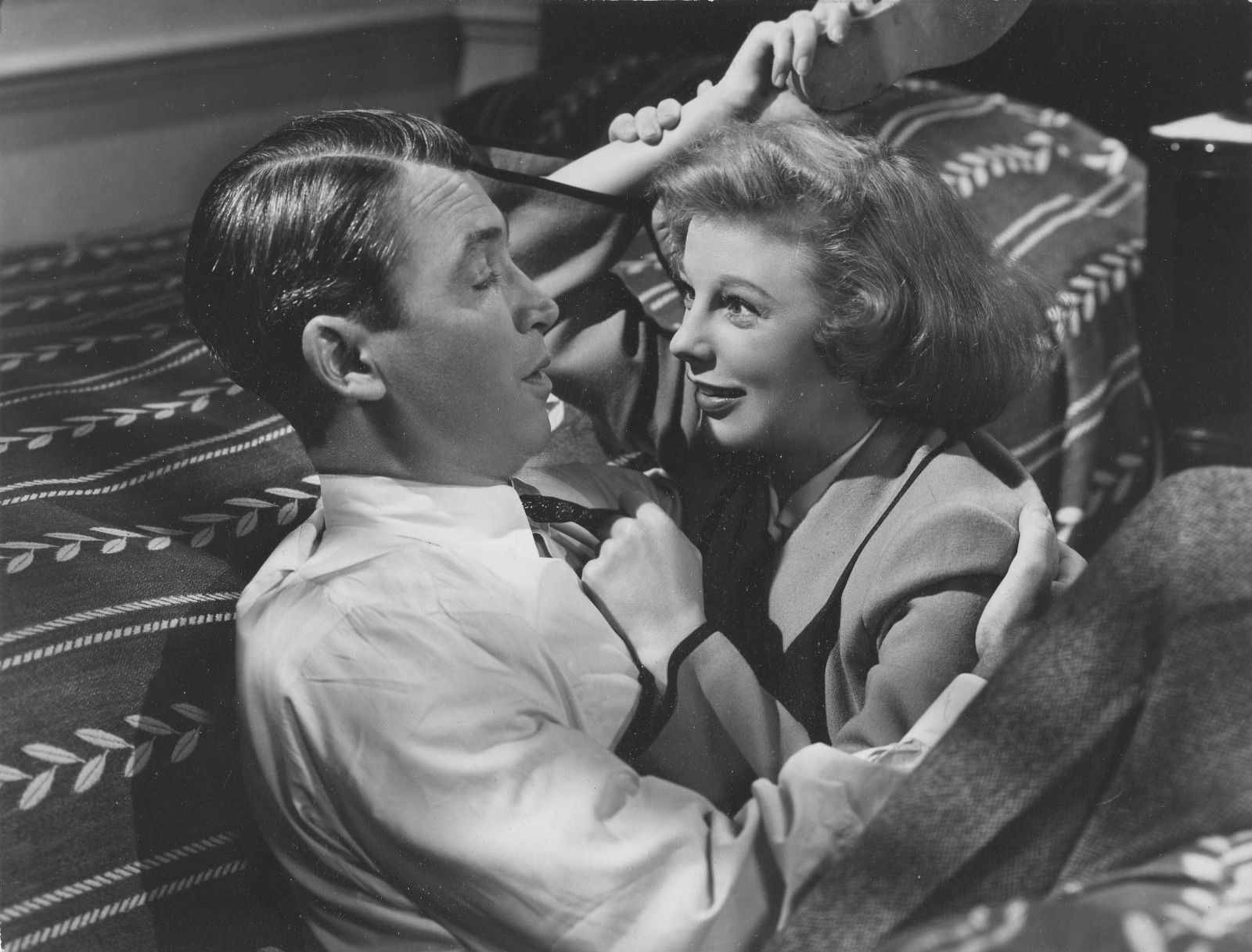
James Stewart i June Allyson w filmie Historia Monty Strattona (1949)

Ostatnim filmem aktora z 1948 był zrealizowany w technicolorze kryminał psychologiczny z elementami dreszczowca Sznur (reż. Alfred Hitchcock), choć obsadzenie go w roli nauczyciela Ruperta Cadella, zwolennika poglądów filozofii Nietzschego, było kwestią sporną ze strony krytyków. Fabuła filmu koncentrowała się na dwóch współlokatorach Brandonie (John Dall) i Phillipie (Farley Granger), którzy przy użyciu tytułowego sznura zabijają swojego kolegę. Filmowanie całości w nieprzerwanych dziesięciominutowych sekwencjach powodowało u Stewarta większą presję, który chciał dać jak najlepszy występ; dodatkowy stres sprawiał, że aktor spał mniej i pił więcej alkoholu. Sznur w reżyserii Hitchcocka otrzymał mieszane recenzje i był komercyjnym niepowodzeniem, a biografowie Andrew Sarris i Scott Eyman uważali, że Stewart został źle obsadzony w głównej roli. Autor scenariusza Arthur Laurents twierdził, że „[Stewart] dominuje w tym obrazie ze swoją swobodą i autorytetem. Jego Rupert jest inteligentny, atrakcyjny, przesycony humorem – bardziej jednak złośliwym niż sardonicznym”.
Kreacja miotacza Major League Baseball (MLB) Monty Strattona w dramacie biograficznym Historia Monty Strattona (1949, reż. Sam Wood) u boku June Allyson była sukcesem; film uplasował się na szóstym miejscu w zestawieniu amerykańskiego box office’u, a Stewart otrzymał entuzjastyczne recenzje w prasie – „The New York Times” pisał, że „Historia Monty Strattona była najlepszą rzeczą, jaka przydarzyła się panu Stewartowi w jego powojennej karierze filmowej… daje tak zwycięskie przedstawienie, że prawie niemożliwe jest wyobrażenie sobie, aby ktoś inny zagrał tę rolę”. Drugim projektem z 1949 był dramat przygodowo-wojenny Malaya (reż. Richard Thorpe), gdzie na planie Stewart po raz drugi współpracował ze Spencerem Tracy’m. Film był komercyjną porażką, uzyskując również mieszane opinie.

### Lata 50.

#### Winchester ’73

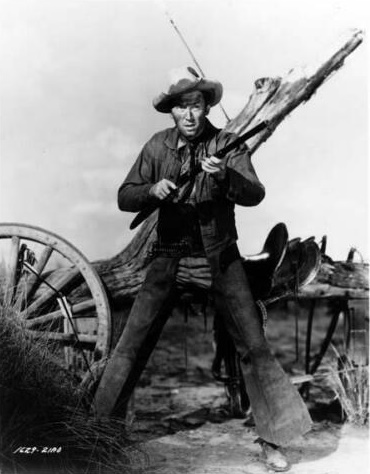
James Stewart na fotosie z westernu Winchester ’73 (1950)

Na początku lat 50. Stewart nawiązał współpracę z reżyserem Anthonym Mannem (w latach 1950–1955 zrealizowali razem osiem filmów). Ich pierwszą produkcją był wyprodukowany dla Universalu western Winchester ’73 (1950), przedstawiający losy mściwego rewolwerowca Lina McAdama (Stewart), walczącego ze swym odwiecznym wrogiem Dutchem Henrym Brownem (Stephen McNally). Korzystając z wynegocjowanego zapisu w umowie, dającego możliwość wyboru reżysera, Stewart powierzył tę funkcję Mannowi. Aktor uważał, że film, będący westernem, pozwoli mu na przedefiniowanie jego osobowości ekranowej. Obsadę uzupełnili Shelley Winters, Dan Duryea, Stephen McNally, John McIntire i Rock Hudson. Winchester ’73 po premierze latem 1950 odniósł sukces w box offisie, a rolę Stewarta oceniano pozytywnie.
W tym samym roku wystąpił w kolejnym westernie – zrealizowanym dla studia 20th Century Fox Złamana strzała (reż. Delmer Daves), w którym wcielił się w byłego żołnierza Toma Jeffordsa, zawierającego pokój z Apaczami. Trzecim projektem Stewarta z 1950 była komedia Wielka wygrana (reż. Walter Lang), gdzie na planie partnerowała mu Barbara Hale. Film Langa był sukcesem zarówno w oczach krytyków, jak i publiczności w momencie wydania, lecz po latach został zapomniany przez współczesnych recenzentów.

#### Harvey

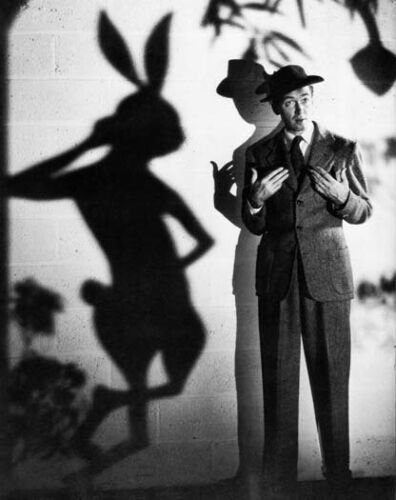
Stewart na fotosie promocyjnym z filmu Harvey (1950)

W grudniu 1950 na ekrany kin wszedł komediodramat z elementami fantasy Harvey (reż. Henry Koster), a Stewart ponownie wcielił się w rolę miłego i dobrze wychowanego Elwooda P. Dowda (wcześniej odgrywał ją w teatrze na Broadwayu w 1947), którego najlepszym przyjacielem jest niewidzialny i wysoki na sześć stóp królik. Krytycy ponownie porównywali występ aktora do scenicznej interpretacji w wykonaniu Franka Faya, a sam film uzyskał mieszane recenzje. John McCarten za pośrednictwem „The New Yorkera” pisał, że chociaż „[Stewart] nie sprowadza swojej roli do wysłużonego autorytetu Franka Faya… niemniej udaje mu się przekonać, że królik Harvey zaakceptuje go jako kumpla”. Po latach aktor nie był zadowolony z występu, argumentując: „Grałem go [Dowda] trochę zbyt sennie i uroczo”. Mimo słabszego wyniku w box offisie, Stewart po raz czwarty uzyskał nominację do nagrody Akademii Filmowej (przegrał rywalizację o Oscara z José Ferrerem, nagrodzonym za występ w filmie przygodowym Cyrano de Bergerac, reż. Michael Gordon) oraz pierwszą nominację do nagrody Złotego Globu w kategorii dla najlepszego aktora w filmie dramatycznym. Podobnie jak w przypadku Tego wspaniałego życia, Harvey zyskał uznanie w późniejszych latach po częstych emisjach w telewizji.

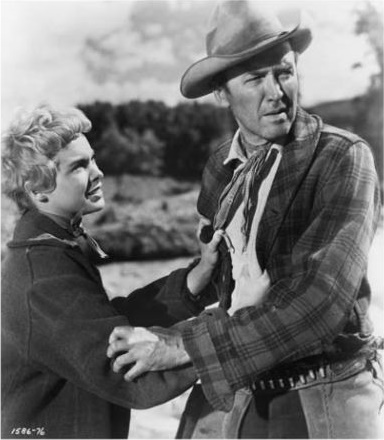
Janet Leigh i James Stewart w filmie Naga ostroga (1953)

W 1951 Stewart wystąpił w jednym filmie, wyprodukowanej i zrealizowanej w Anglii katastroficznej produkcji Nie ma autostrad w chmurach (reż. Henry Koster), gdzie na planie partnerowała mu Marlene Dietrich. Film był jednym z pierwszych w historii, w którym przedstawiono temat katastrofy lotniczej. Odniósł on sukces kasowy w Anglii, lecz w Stanach Zjednoczonych uzyskał słaby wynik finansowy. Rok później Stewart przyjął niewielką rolę klauna w dramacie Największe widowisko świata (reż. Cecil B. DeMille), który otrzymał nagrodę Akademii Filmowej dla najlepszego filmu. W późniejszym czasie aktor przyznawał, że zainspirowała go umiejętność Lona Chaneya do maskowania się, pozwalając tym samym wyłonić się jego postaci. 1952 Stewart zakończył występami w będącym klęską finansową i komercyjną biograficznym dramacie kryminalnym Carbine Williams (reż. Richard Thorpe) oraz w westernie Zakole rzeki, ponownie nawiązując współpracę z Mannem. Film spotkał się z pozytywną oceną w prasie.
W latach 1953–1954 Stewart kontynuował współpracę z Mannem, występując w trzech wyreżyserowanych przez niego filmach: westernie Naga ostroga (1953) razem z Janet Leigh, przygodowym Zatoka Sztormów (1953) i w westernie Daleki kraj (1954). Wymienione produkcje odniosły sukces kasowy, pozwalając tym samym na rozwinięcie postaci ekranowej Stewarta, która stała się bardziej dojrzała i niejednoznaczna, cechując się ostrzejszą aparycją. Duet Mann–Stewart realizował też odmienne gatunkowo filmy; pierwszym z nich był biograficzny melodramat muzyczny Historia Glenna Millera, w którym aktor wcielił się w tytułowego puzonistę i lidera big bandu Glenna Millera. W głównej roli kobiecej partnerowała mu June Allyson. Za swoją kreację Stewart został nominowany do brytyjskiej nagrody BAFTA w kategorii dla najlepszego aktora zagranicznego oraz kontynuował portretowanie „amerykańskich bohaterów”.

#### Okno na podwórze

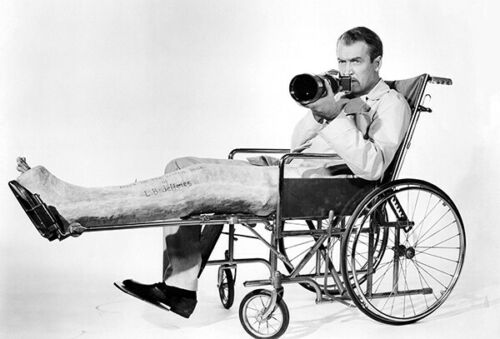
James Stewart na fotosie z filmu Okno na podwórze (1954)

Drugim wspólnym projektem Hitchcocka i Stewarta był dreszczowiec psychologiczny Okno na podwórze (1954). Aktorowi partnerowała Grace Kelly. Fabuła filmu skupiała się na znanym fotografie  L.B. „Jeffie” Jefferiesonie (Stewart), który z powodu złamanej nogi przygląda się przez lornetkę życiu w mieszkaniach leżących naprzeciwko. Wkrótce dochodzi on do wniosku, że w jednym z nich popełniono zbrodnię. W trakcie realizacji, zdaniem Eliota, Hitchcock, podobnie jak Mann, odkrył nową głębię gry aktorskiej Stewarta, pokazując bohatera skonfrontowanego ze swoimi lękami i stłumionymi pragnieniami. Chociaż większość początkowych recenzji skierowana była w stronę angielskiego reżysera, to Vincent Canby z „The New York Timesa” opisał później występ Stewarta jako „wielki” i stwierdził, że „[jego] długotrwały status gwiazdy w Hollywood zawsze przesłaniał uznanie dla jego talentu”. Rok 1954 był przełomem w karierze Stewarta pod względem liczby publiczności w kinach, która oglądała filmy z jego udziałem; w tym samym roku magazyn „Look” sklasyfikował Stewarta na szczycie listy najpopularniejszych gwiazd filmowych, spychając z pierwszego miejsca Johna Wayne’a, wiodącego aktora westernów. Sukces Okna na podwórze spowodował, że Stewart znalazł się w pierwszej dziesiątce najbardziej dochodowych aktorów w 1954.
W 1955 Stewart powrócił do współpracy z Mannem. Propagandowy film Dowództwo lotnictwa strategicznego, którego fabuła osadzona była w czasach zimnej wojny, miał uświadomić widzom, że znaczące wydatki na wojsko są niezbędne. Stewart odegrał centralną rolę w jego rozwoju, wykorzystując swoje doświadczenia z lotnictwa. Pomimo krytyki za oschłą i mechanistyczną fabułę, Dowództwo lotnictwa strategicznego uplasował się na szóstym miejscu w zestawieniu najbardziej dochodowych filmów 1955. Western Manna Mściciel z Laramie był jednym z pierwszych zrealizowanych w CinemaScope i został dobrze przyjęty zarówno przez krytyków, jak i publiczność.

#### Człowiek, który wiedział za dużo

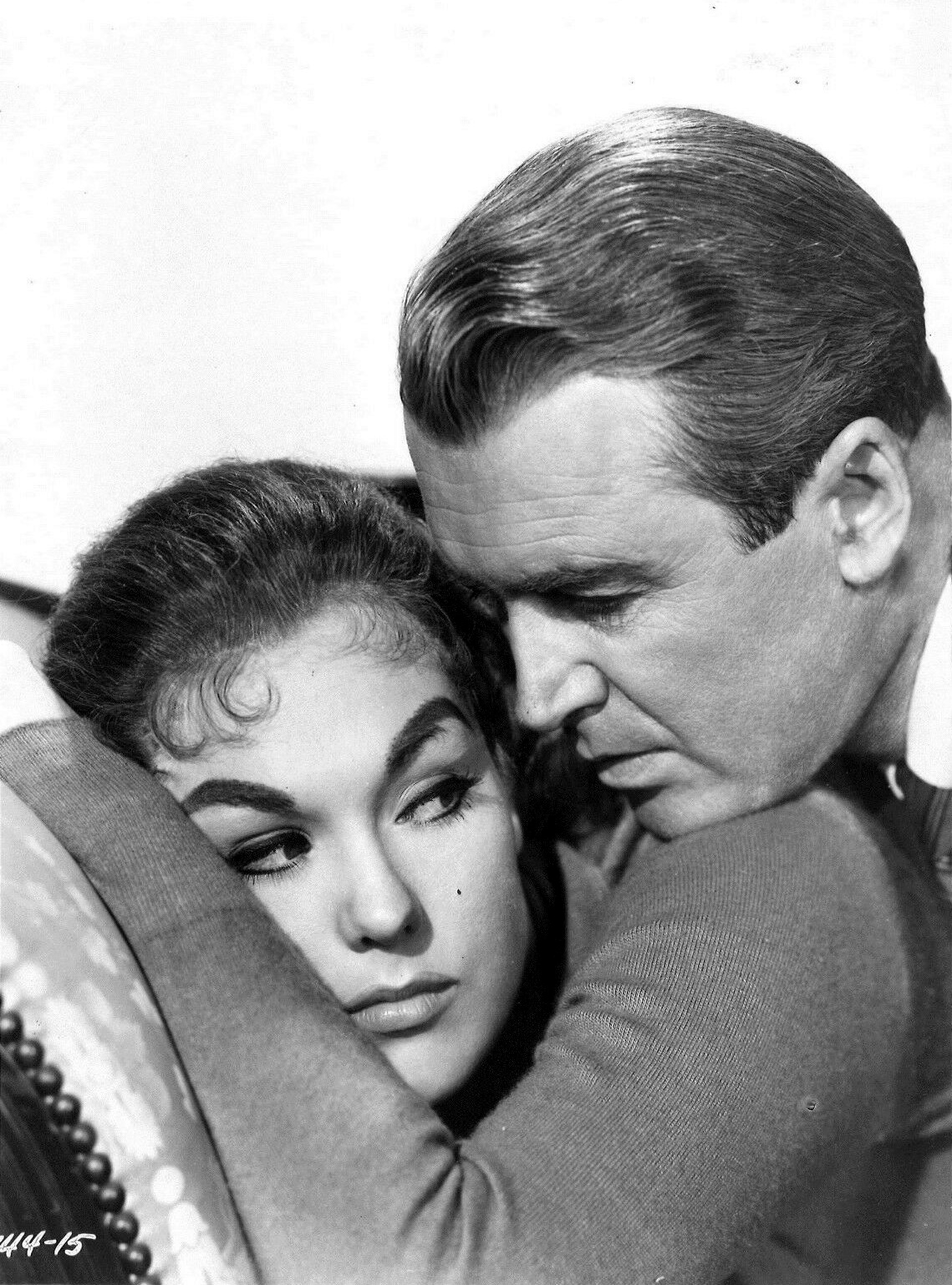
Kim Novak i Stewart na fotosie z filmu Zawrót głowy (1958)

W następnym roku Stewart, wspólnie z partnerującą mu w głównej roli kobiecej Doris Day, ponownie współpracował z Hitchcockiem, realizując remake filmu z 1934 – Człowiek, który wiedział za dużo. Fabuła dreszczowca szpiegowskiego skupiała się na lekarzu Benjaminie „Bennie” McKennie (Stewart), który wraz z rodziną udaje się do Afryki Północnej, gdzie niegdyś służył w wojsku. Patrick McGilligan podkreślał, że Stewart niewiarygodnie wypadał w scenach komediowych, natomiast lepiej radził sobie w dramatycznych, a „pełnię aktorstwa” osiągnął dopiero w scenach porwania syna. Film Hitchcocka był sukcesem, choć recenzenci opowiadali się za pierwotną wersją z 1934.
Kolejnym projektem w karierze Stewarta był biograficzny dramat przygodowy W duchu St. Louis (1957, reż. Billy Wilder), w którym zagrał bohatera z okresu swojego dzieciństwa, Charlesa Lindbergha. Film, mimo dużego budżetu i wykorzystania wielu efektów specjalnych, otrzymał mieszane recenzje i nie zwrócił kosztów produkcji. Rok 1957 aktor zakończył występem w westernie Nocne przejście (reż. James Neilson). Film w momencie wejścia na ekrany kin okazał się klęską finansową, a Stewart, zaskoczony dotkliwą porażką, nie wystąpił w ciągu najbliższych czterech lat w żadnym westernie.

#### Zawrót głowy,Anatomia morderstwa
Ostatnim filmem Hitchcocka i Stewarta był dreszczowiec psychologiczny z elementami melodramatu Zawrót głowy (1958). Przedstawiał on losy cierpiącego na akrofobię policyjnego detektywa Johna „Scottiego” Fergusona (Stewart), który ratuje przed samobójstwem żonę przyjaciela (Kim Novak). Wkrótce kobieta staje się obiektem obsesyjnego pożądania przez „Scottiego”. W trakcie nagrywania Stewart wielokrotnie łagodził napięte stosunki między reżyserem a Novak, wykazując się opiekuńczością i uprzejmością w stosunku do młodszej aktorki. Po premierze Zawrót głowy otrzymał mieszane i negatywne recenzje. Stewart, należący do grona ulubionych aktorów Hitchcocka, więcej nie zagrał u angielskiego reżysera, który obwiniał go za komercyjne niepowodzenie filmu, zarzucając mu podstarzały wygląd. Część krytyków pozytywnie oceniało rolę aktora w recenzjach. Stewart, ex aequo z Kirkiem Douglasem, zdobył nagrodę Zuluety na Międzynarodowym Festiwalu Filmowym w San Sebastián.

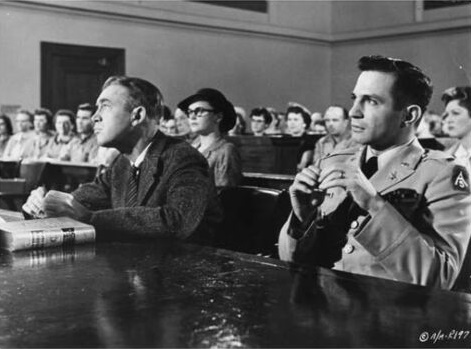
James Stewart i Ben Gazzara w filmie Anatomia morderstwa (1959)

Drugim projektem Stewarta z 1958 była komedia romantyczna Czarna magia na Manhattanie (reż. Richard Quine), gdzie na planie ponownie partnerował Novak. Aktor przyznawał w późniejszym czasie, że różnica wieku dzieląca go z Novak (25 lat) była zbyt duża i został źle obsadzony jako partner młodszej aktorki. Film Quine’a uzyskał słabe recenzje oraz był niepowodzeniem w box offisie. W ocenie badacza filmu Davida Binghama na początku lat 50. „osobowość Stewarta była tak wiarygodna i ugruntowana”, że wybór roli nie miał już żadnego wpływu na jego rozpoznawalność.
Dekadę Stewart zakończył występami w kryminalnym dramacie sądowym Anatomia morderstwa (reż. Otto Preminger) i w dreszczowcu kryminalnym Historia FBI (reż. Mervyn LeRoy). W pierwszym z nich wcielił się w adwokata Paula Bieglera, podejmującego się obrony oficera (Ben Gazzara) oskarżonego o zamordowanie gwałciciela swojej żony. Film zebrał entuzjastyczne recenzje, a Stewart został uhonorowany Pucharem Volpiego w kategorii dla najlepszego aktora podczas 20. MFF w Wenecji oraz drugą nagrodą Stowarzyszenia Nowojorskich Krytyków Filmowych. Uzyskał także piątą i ostatnią nominację do nagrody Akademii Filmowej w kategorii dla najlepszego aktora pierwszoplanowego (przegrywając z Charltonem Hestonem, nagrodzonym statuetką za rolę w dramacie historycznym Ben-Hur, reż. William Wyler) oraz drugą do brytyjskiej BAFTY. Bosley Crowther występ w Anatomii morderstwa uważał za jeden z najlepszych w całej karierze Stewarta.
Historia FBI, w której wykreował postać agenta FBI Johna Michaela „Chipa” Hardesty’ego, została mniej przychylnie przyjęta przez krytyków i była komercyjnym niepowodzeniem.

### Lata 60.
W 1960 Stewart zagrał w filmie wojennym The Mountain Road (reż. Daniel Mann), którego scenariusz uważał za jeden z lepszych, jaki kiedykolwiek czytał. Mimo tego projekt Manna był porażką w box offisie. Następnie nawiązał współpracę z reżyserem Johnem Fordem, występując w westernie Dwaj jeźdźcy (1961) z Richardem Widmarkiem, którego tematyka przypominała inny z filmów Forda – Poszukiwaczy (1956). W 1962 Stewart pojawił się jako część gwiazdorskiej obsady – obejmującej między innymi Gregory’ego Pecka, Henry’ego Fondę, Johna Wayne’a i Lee J. Cobba – w rodzinnej sadze Jak zdobywano Dziki Zachód (reż. George Marshall, Henry Hathaway, John Ford), ukazującej dzieje powstania Dzikiego Zachodu. Wykreował rolę trapera Linusa Rawlingsa, który ratuje rodzinę Prescottów przed grupą piratów rzecznych, dowodzoną przez Jeba Hawkinsa (Walter Brennan), po czym żeni się z jedną z córek Prescottów, Eve (Carroll Baker).

#### Człowiek, który zabił Liberty Valance’a

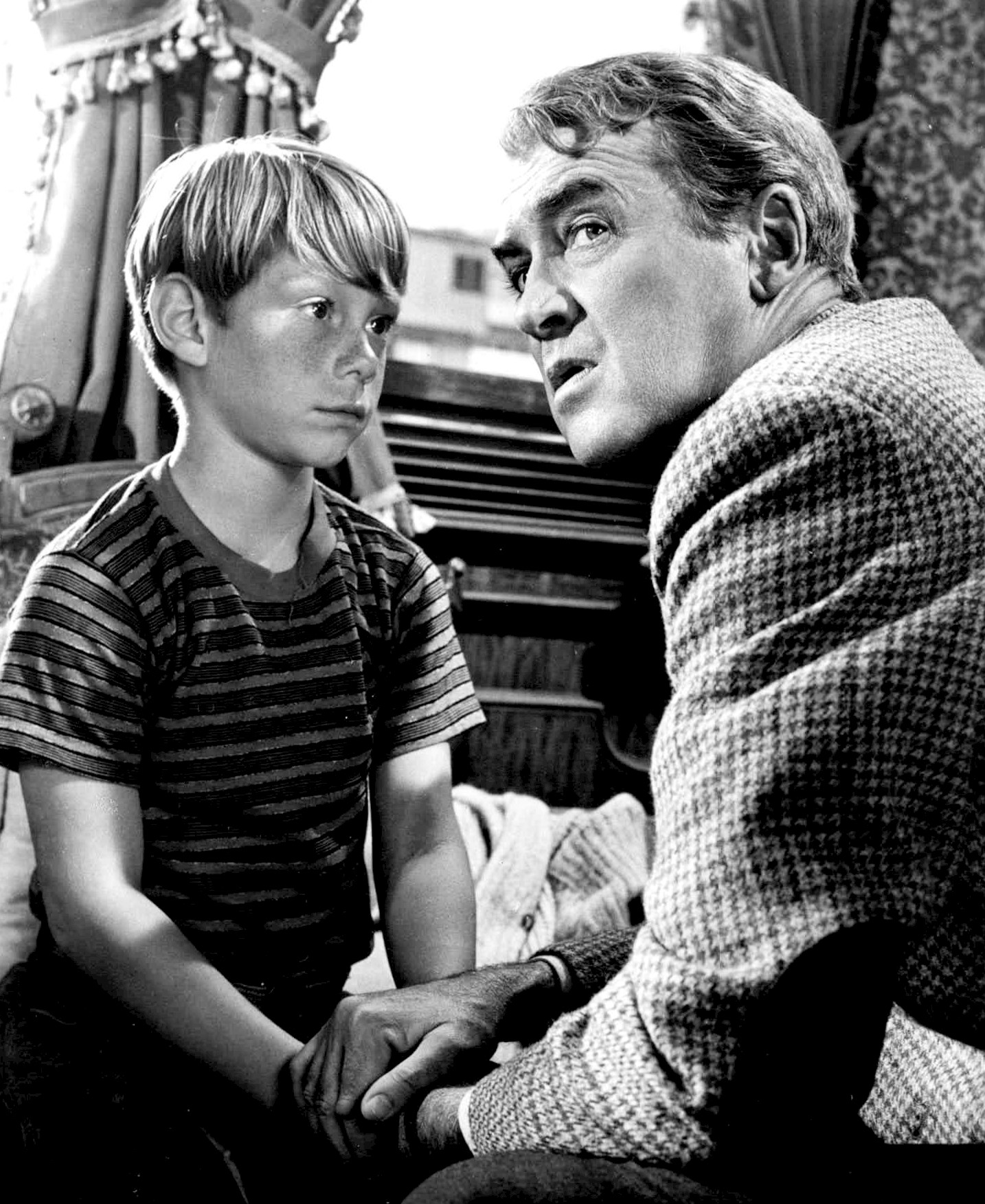
Bill Mumy i James Stewart w filmie Droga Brigitte (1965)

Kolejnym projektem Forda i Stewarta był western Człowiek, który zabił Liberty Valance’a (1962). Aktor wcielił się w nim w senatora Ransoma Stoddarda, który sprzeciwia się swoim pokojowym zasadom, gdy zmuszony jest stawić czoła psychopatycznemu bandycie Liberty Valance’owi (Lee Marvin), terroryzującego małe miasteczko na pograniczu. W walce pomaga mu doświadczony rewolwerowiec Tom Doniphon (John Wayne). Opisywany jako „klasyczny western psychologiczny”, film został nakręcony w kolorystyce czarno-białej, nawiązującej do stylu kina noir. W momencie premiery Człowiek, który zabił Liberty Valance’a otrzymał mieszane recenzje; „Los Angeles Times” nazwał go „już niemodnym”, a Brendan Gill z „The New Yorkera” uznał, że był on parodią najlepszej pracy Forda. Słaby wynik finansowy spowodował, że film został w krótkim czasie wycofany z dystrybucji. Zdaniem Eliota Człowiek, który zabił Liberty Valance’a – z uwagi na tematykę, precyzję gry aktorskiej, narrację i reżyserię – należy do najlepszych prac Forda i Stewarta.
W 1962 Stewart podpisał umowę z 20th Century Fox na realizację wielu filmów. W dwóch pierwszych produkcjach z gatunku komedii familijnych ponownie pracował z reżyserem Henrym Kosterem – Mr Hobbs na urlopie (1962) z Mauren O’Harą i Weź ją – jest moja (1963) z Sandrą Dee były sukcesami kasowymi. Za rolę w pierwszym z nich otrzymał nagrodę Srebrnego Niedźwiedzia dla najlepszego aktora na 12. MFF w Berlinie, a sam film był pozytywnie oceniany, w przeciwieństwie do drugiej z produkcji, która otrzymała negatywne oceny. Ostatnim westernem duetu Ford–Stewart była Jesień Czejenów (1964), gdzie wcielił się w rolę szeryfa Wyatta Earpa w długiej, pół-komediowej sekwencji w środku filmu.
W 1965 aktor wystąpił w trzech produkcjach. Pierwszą z nich była komedia familijna Droga Brigitte (reż. Henry Koster), w której francuska modelka Brigitte Bardot staje się obiektem zauroczenia syna (Bill Mumy) bohatera granego przez Stewarta. Film był porażką pod względem finansowym. Western Shenandoah (reż. Andrew V. McLaglen) o silnej tematyce antywojennej i humanitarnej, którego akcja toczy się w latach wojny secesyjnej, odniósł sukces komercyjny. Dramat przygodowy Start Feniksa (reż. Robert Aldrich) stanowił kontynuację serii filmów o tematyce lotniczej w dorobku Stewarta. Projekt Aldricha otrzymał dobre recenzje, lecz uzyskał rozczarowujące wyniki finansowe. W drugiej połowie lat 60. aktor występował w westernach takich, jak Szlachetna rasa (1966, reż. Andrew V. McLaglen) z Maureen O’Harą, Szeryf z Firecreek (1968, reż. Vincent McEveety) z Henrym Fondą oraz Bandolero! (1968, reż. Andrew V. McLaglen) z Deanem Martinem i Raquel Welch.

### Lata 70. i 80.

#### Schyłek kariery

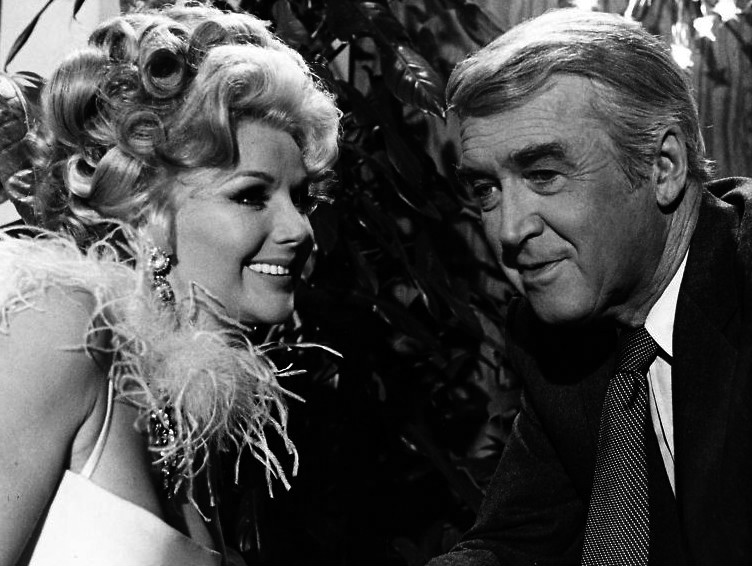
Chanin Hale i Stewart w sitcomie The Jimmy Stewart Show (1972)

Rok 1970 Stewart rozpoczął od występu w westernie Klub Towarzyski Cheyenne (reż. Gene Kelly), gdzie po raz kolejny zagrał razem z Henrym Fondą. Od lutego do maja występował w teatrze, w sztuce Harvey. W tym czasie ogłosił swoje przejście na emeryturę, lecz wkrótce potem przyjął ofertę udziału w sitcomie stacji NBC The Jimmy Stewart Show (1971–1972), gdzie wcielał się w rolę profesora college’u, którego życie ulega poważnym zmianom, gdy do domu wraca jego syn z rodziną. Stewart nie był zadowolony z nakładu pracy wymaganego do sfilmowania każdego odcinka i wyraził zadowolenie, gdy sitcom został usunięty z anteny po pierwszym sezonie z powodu niskiej oglądalności i słabych recenzji. Jedynym filmem z jego udziałem w 1971 był komediodramat Błędne koło (reż. Andrew V. McLaglen), który otrzymał przychylne oceny. Robert Greenspun z „The New York Timesa” stwierdził, że „film należy do Stewarta, który nigdy nie był tak wspaniały”.

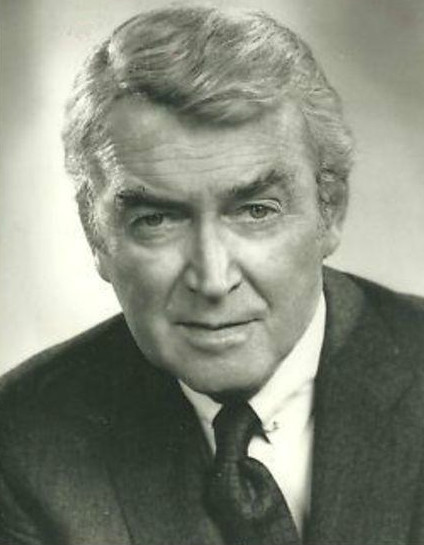
James Stewart (1973) na fotosie promocyjnym z serialu kryminalnego Hawkins (1973–1974)

Aktor nie zrezygnował ze współpracy z telewizją; w 1972 występował w serialu NBC Hallmark Hall of Fame, ponownie wcielając się w głównego bohatera ze sztuki Harvey. Rok później grał w serialu kryminalnym CBS Hawkins (1973–1974), kreując postać małomiasteczkowego prawnika Billy’ego Jima Hawkinsa, prowadzącego badanie spraw, podobnie jak jego bohater z filmu Anatomia morderstwa. Za swoją rolę Stewart zdobył nagrodę Złotego Globu w kategorii dla najlepszego aktora w serialu dramatycznym. Cyklicznie pojawiał się w programie Johnny’ego Carsona The Tonight Show Starring Johnny Carson, w którym czytał wiersze, pisane w różnych okresach swojego życia.
W 1976 powrócił na duży ekran, występując w drugoplanowej roli w westernie Rewolwerowiec (reż. Don Siegel), który był ostatnim filmem w karierze Johna Wayne’a. Wcielił się w lekarza E.W. Hostetlera, diagnozującego raka u Johna Bernarda Booksa (Wayne). W owym czasie Stewart cierpiał na upośledzenie słuchu, przez co miał problemy z usłyszeniem wskazówek reżysera i często popełniał błędy w swoich kwestiach. Zdaniem biografów próżność aktora nie pozwoliła mu się przyznać do tego oraz nosić aparatu słuchowego. Z uwagi na obecność w scenariuszu wulgaryzmów, odrzucił możliwość udziału w satyrze dramatycznej Sieć (1976, reż. Sidney Lumet). Zamiast tego wystąpił w drugoplanowych rolach w filmie katastroficznym Port lotniczy ’77 (reż. Jerry Jameson), kryminale neo-noir Wielki sen (1978, reż. Michael Winner; będącym remakiem filmu z 1946) i familijnym The Magic of Lassie (1978, reż. Don Chaffey). Pomimo mieszanych recenzji, Port lotniczy ’77 był sukcesem w box offisie, tymczasem pozostałe dwie produkcje otrzymały negatywne recenzje i nie przyniosły zysków. Harry Haun z „New York Daily News”, oceniając rolę aktora w Wielkim śnie, pisał, że „naprawdę smutno było widzieć, jak James Stewart tak bardzo zmaga się z materiałem, którego po prostu nie ma”.
16 marca 1980 Stewart otrzymał od American Film Institute AFI Life Achievement Award. Ostatnim kinowym filmem w jego karierze był japoński dramat Zielony horyzont (1980, reż. Susumu Hani). Aktor zdecydował się na przyjęcie roli starego człowieka, ponieważ jego zdaniem film promował ochronę przyrody oraz pozwolił rodzinie podróżować wraz z nim do Kenii. W latach 80. przeszedł na emeryturę; odrzucił oferowaną rolę Normana Thayera w filmie Nad złotym stawem (1981, reż. Mark Rydell), gdyż nie podobała mu się relacja pomiędzy ojcem (rola trafiła do Henry’ego Fondy) a córką (Jane Fonda). W 1980 zagrał w filmie telewizyjnym stacji NBC Gwiazdka pana Kruegera (reż. Kieth Merrill), wyprodukowanym przez Kościół Jezusa Chrystusa Świętych w Dniach Ostatnich, i trzy lata później w dramacie stacji HBO Z prawej strony drogi (reż. George Schaeferr), gdzie partnerowała mu Bette Davis. 25 marca 1985, podczas 57. ceremonii rozdania nagród Akademii Filmowej, Stewart odebrał z rąk Cary’ego Granta Oscara za całokształt twórczości. Rok później wziął udział w miniserialu Północ-Południe, nadawanym w stacji ABC. Pełnił także rolę lektora w reklamach Campbell Soup Company w latach 80. i 90.
W 1988 wystąpił z Burtem Lancasterem, Ginger Rogers, Katharine Hepburn, Martinem Scorsese i innymi, z apelacją podczas przesłuchań w amerykańskim Kongresie, stanowczo sprzeciwiając się decyzji Teda Turnera o poddaniu koloryzacji klasycznych filmów czarno-białych, w tym Tego wspaniałego życia. Swoją decyzję argumentował: „Koloryzowanie filmów czarno-białych jest złe. Jest moralnie i artystycznie złe, a ci spekulanci powinni zostawić nasz przemysł filmowy w spokoju”. Ostatnim projektem Stewarta był film animowany Amerykańska opowieść. Fievel jedzie na Zachód (1991, reż. Phil Nibbelink, Simon Wells), w którym udzielił głosu postaci szeryfa Wyliego Burpa.

### Ostatnie lata, śmierć i pogrzeb

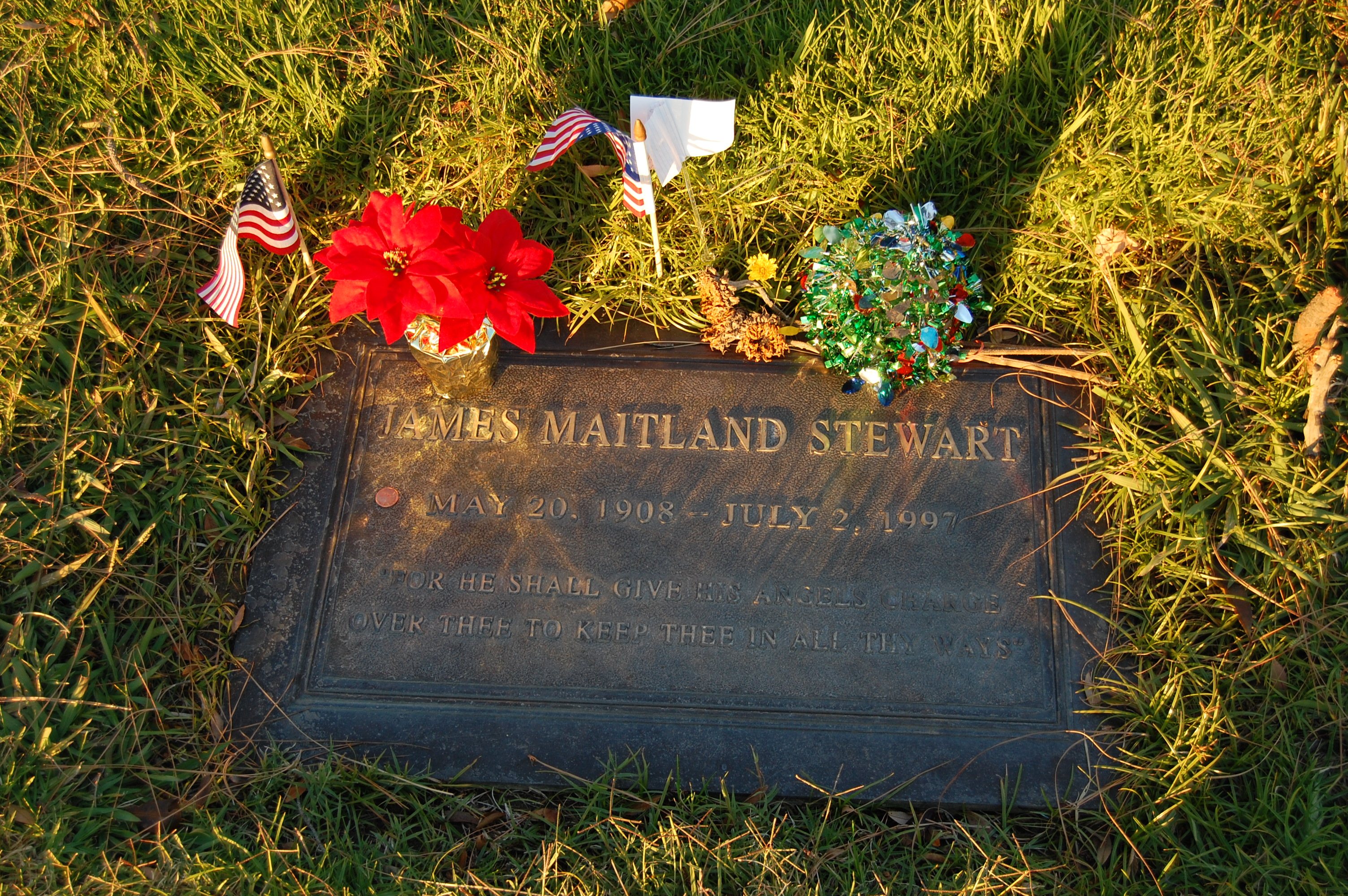
Grób Jamesa Stewarta na Forest Lawn Memorial Park (2011)

16 lutego 1994, w wieku 75 lat, na raka płuc zmarła żona Stewarta, Gloria Hatrick McLean. Według Donalda Deweya jej śmierć spowodowała, że aktor był przygnębiony i zagubiony. Zdaniem Eliota Stewart miał powiedzieć przyjaciołom i rodzinie, że nie chce już żyć, ponieważ jego serce zostało rozbite emocjonalnie, a on sam jest „zdruzgotany” i nie potrafi funkcjonować bez swojej żony. Większość czasu aktor spędzał w sypialni, wychodząc tylko po to, by zjeść i odwiedzić swoje dzieci. Z upływem kolejnych miesięcy Stewart stawał się jeszcze bardziej samotny, odcinając od swojego życia nie tylko fanów, media, ale również przyjaciół, współpracowników filmowych i znajomych. Jego przyjaciele, Gregory Peck i Leonard Gershe twierdzili, że aktor nie był nieszczęśliwy ani przygnębiony, lecz w końcu pozwolono mu odpocząć i być samemu.
W grudniu 1995 poślizgnął się w swoim domu w Beverly Hills i był hospitalizowany, jednak obrażenia nie były poważne. Pod koniec 1996 miał wymienić baterię w rozruszniku serca, lecz zrezygnował. W lutym 1997 ponownie był hospitalizowany, z powodu nieregularnego bicia serca. 25 czerwca w prawej nodze Stewarta powstała zakrzepica, która tydzień później doprowadziła do zatorowości płucnej. 2 lipca aktor zmarł w otoczeniu swoich dzieci w domu w Beverly Hills. Przyczyną zgonu był zawał serca, spowodowany przez zatorowość płucną. Miał 89 lat. Prezydent Bill Clinton powiedział, że Ameryka straciła „narodowy skarb… wielkiego aktora, dżentelmena i patriotę”. Prezes Motion Picture Association of America Jack Valenti ocenił, że Stewart reprezentował „szlachetność kina… i pozostawił twórczą pustkę, której po prostu nie da się wypełnić”.
Mszy żałobnej przewodniczył wielebny James Morrison. 8 lipca Stewart został pochowany na cmentarzu Forest Lawn Memorial Park w Glendale w zespole miejskim Long Beach–Los Angeles u boku swojej żony. Wśród 3 tys. osób biorących udział w uroczystościach pogrzebowych, prócz rodziny, obecnych było wielu przyjaciół i współpracowników aktora, w tym Bob Hope, Carol Burnett, Esther Williams, June Allyson, Lew Wasserman, była pierwsza dama Nancy Reagan, Robert Stack i wdowa po Henrym Fondzie, Shirlee Mae Adams. Stewarta pożegnano z pełnymi honorami wojskowymi i salutem 21 wystrzałów. Generał porucznik United States Air Force Roger G. Dekok przypomniał o służbie aktora w czasie II wojny światowej i nazwał go „wzorem odwagi i pokory”.

## Życie prywatne

### Osobowość, przyjaźnie i zainteresowania

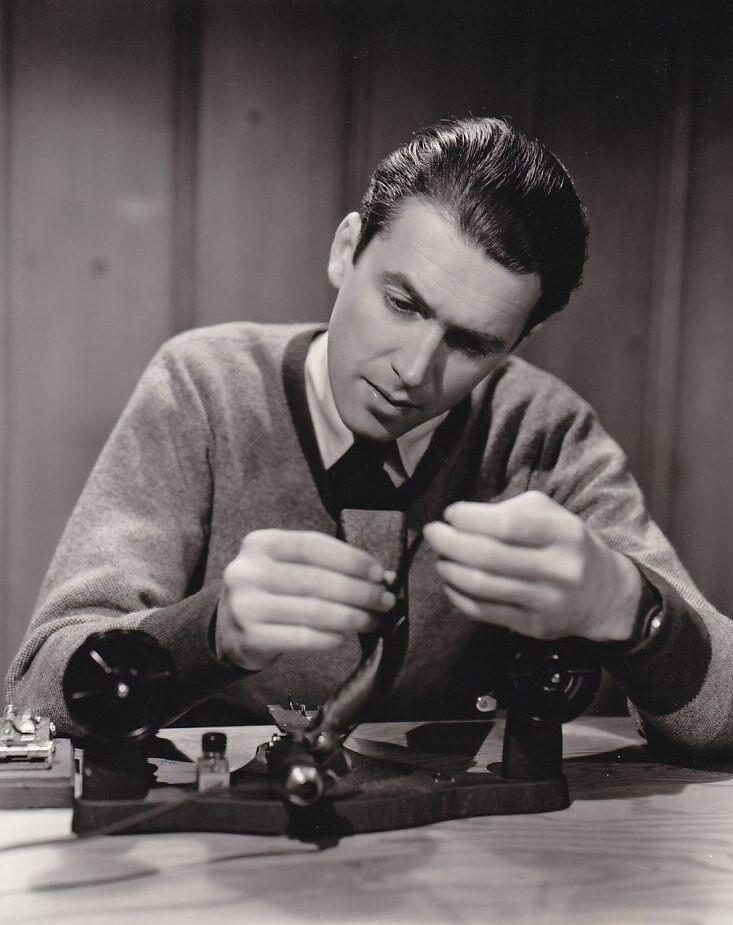
James Stewart w 1940

James Stewart strzegł swojego życia prywatnego i według biografa Scotta Eymana starał się unikać emocjonalnego stylu w wywiadach, który cechował go w filmach. Zdaniem autora aktor wolał zachowywać swoje myśli i uczucia dla siebie. Stewart znany był jako samotnik, który nie miał w zwyczaju nawiązywania bliższych relacji z wieloma osobami. Reżyser John Ford charakteryzował aktora w następujących słowach: „Nie poznajesz Jimmy’ego Stewarta. To Jimmy Stewart poznaje ciebie”.

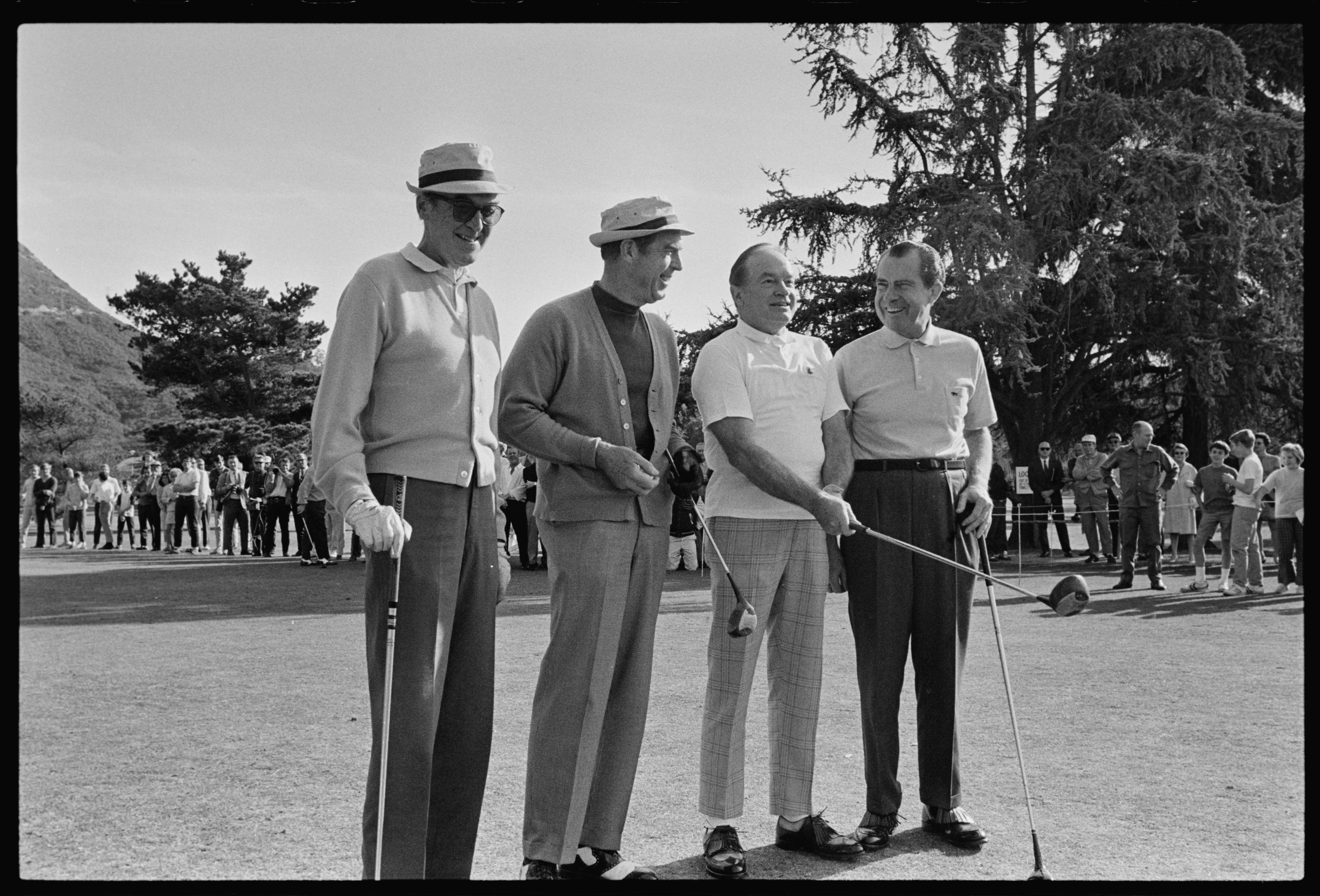
Od lewej: Stewart, Fred MacMurray, Bob Hope i prezydent Richard Nixon podczas gry w golfa (1970)

Najbliższa więź przyjacielska, trwającą pięćdziesiąt lat, łączyła Stewarta z Henrym Fondą; poznali się w 1932, gdy Fonda zaprosił Stewarta, by ten zamieszkał wraz z nim i dwójką innych współlokatorów na Manhattanie. Gdy aktor przeprowadził się w 1935 do Hollywood, ponownie zamieszkał z Fondą. Obydwaj zyskali reputację playboyów. Do ich wspólnego hobby należało budowanie i malowanie modeli samolotów, którym zainteresowali się w latach młodości w Nowym Jorku. Lubili również budować, a następnie puszczać latawce, grać w golfa i wspominać „stare czasy”. Kiedy Fonda zmarł w 1982, jedynym komentarzem Stewarta były słowa: „Właśnie straciłem najlepszego przyjaciela”. Wystąpili w czterech filmach: On Our Merry Way (1948), Jak zdobywano Dziki Zachód (1962), Szeryf z Firecreek (1968) oraz Klub Towarzyski Cheyenne (1970).
Do grona bliskich przyjaciół aktora należeli również: wieloletni agent Leland Hayward, John Ford, fotograf magazynu „Life” i pilot John Swope (były współlokator) oraz łowca talentów Billy Grady, który odkrył Stewarta. Gary Cooper był kolejnym bliskim przyjacielem aktora; 17 kwietnia 1961, podczas 33. ceremonii rozdania nagród Akademii Filmowej w Santa Monica Civic Auditorium, odebrał on w imieniu Coopera Oscara za całokształt twórczości oraz wygłosił emocjonalną przemowę na cześć zmagającego się z rakiem przyjaciela. Serdeczne relacje utrzymywał z Alfredem Hitchcockiem; McGilligan przyznawał, że „dziwna była ich przyjaźń – swobodni, ale jednocześnie dość oficjalni w stosunku do siebie, bliscy, lecz pamiętali, że łączy ich praca”. Reżyser często odwiedzał Stewarta w jego letnim domku na Hawajach.
Stewart zajmował się inwestowaniem, między innymi w nieruchomości, szyby naftowe i spółkę czarterową Southwest Airways. Był członkiem głównych zarządów wielu spółek, przez co stał się zamożną osobą, oraz zapalonym pilotem amatorem; przed zaciągnięciem się do Amerykańskiego Korpusu Powietrznego zdobył Private Pilot Licence i Commercial Pilot Licence. Miał również wylatanych czterysta godzin. Działał także jako filantrop. Pełnił funkcję wiceprezesa ds. rozrywki podczas kampanii zbierania funduszy przez Amerykański Czerwony Krzyż (ARC) na rzecz rannych żołnierzy w Wietnamie oraz przekazywał datki finansowe dla rodzinnej Indiany w Pensylwanii.

### Małżeństwo i rodzina

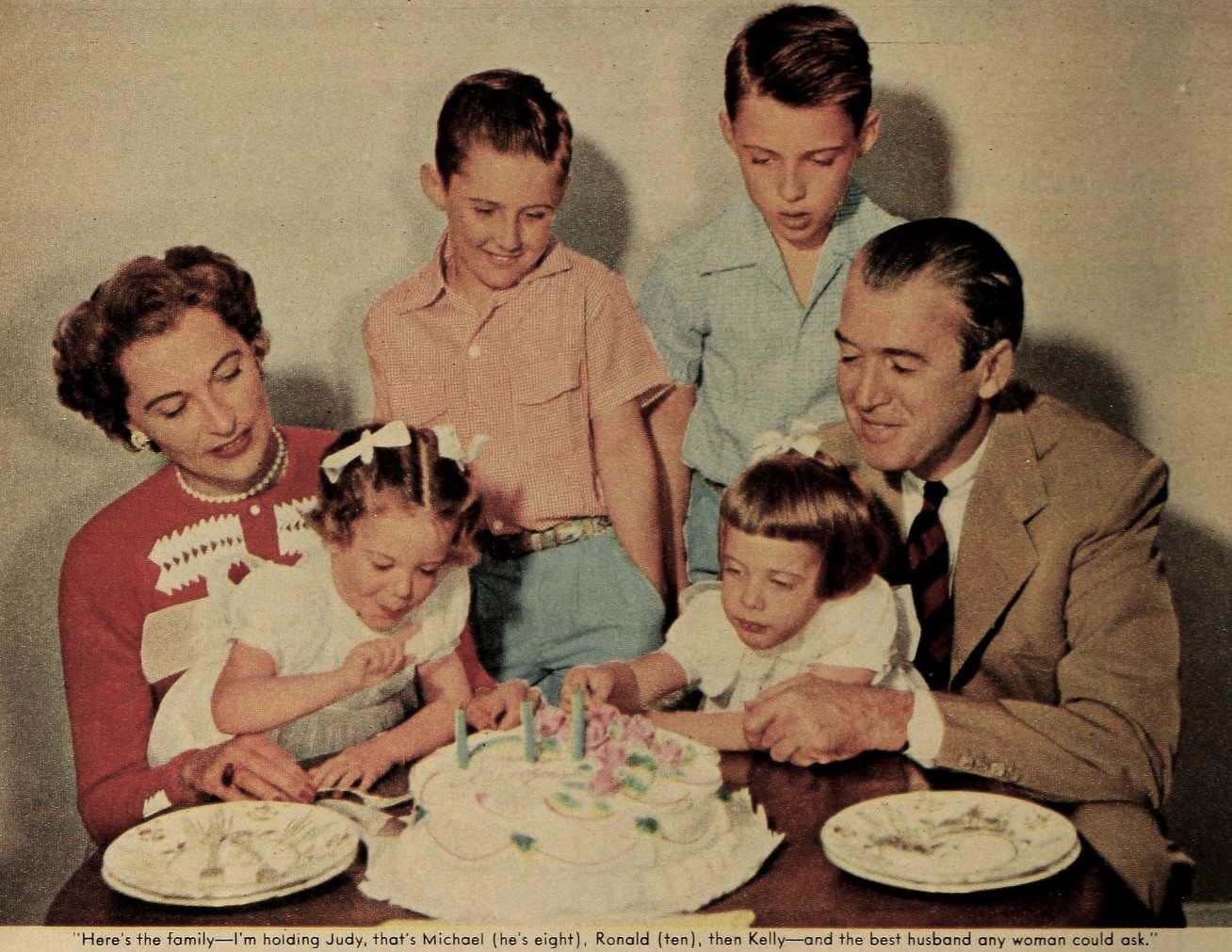
Stewart z żoną i dziećmi (1954)

Swoją żonę Glorię Hatrick McLean Stewart poznał w 1947 na przyjęciu bożonarodzeniowym zorganizowanym przez Keenana Wynna. Zakłócił przebieg zabawy, upijając się, przez co pozostawił złe wrażenie na McLean. Rok później Gary Cooper z żoną Veronicą zaprosili Stewarta i McLean na przyjęcie obiadowe, po czym para zaczęła spotykać się ze sobą. McLean, będąca rozwódką, w przeszłości pracowała jako modelka i miała dwójkę dzieci z poprzedniego małżeństwa. Pobrali się 9 sierpnia 1949 w Brentwood Presbyterian Church, pozostając małżeństwem do 1994, kiedy to McLean zmarła na raka płuc. Od 1951 do 1994 mieszkali w Beverly Hills. Byli również właścicielami Winecup Gamble Ranch w Nevadzie w latach 1953–1957. Stewart adoptował dwójkę synów McLean – Ronalda (1944–1969) i Michaela (ur. 1946). W 1951 doczekali się także narodzin dwóch córek bliźniaczek – Judy i Kelly. Ponieważ Stewart ożenił się dopiero w wieku 41 lat, sytuacja ta przyciągała duże zainteresowanie mediów; felietonistka Hedda Hopper nazwała aktora „wielkim amerykańskim kawalerem”.

### Romanse

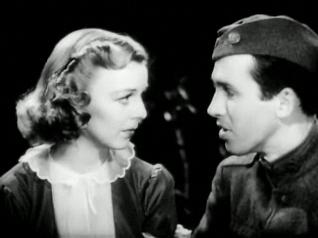
Margaret Sullavan i James Stewart w filmie Listy z frontu (1938)

Jako przyjaciółka, mentorka i obiekt wczesnych uczuć, Margaret Sullavan miała wyjątkowy wpływ na życie Stewarta. Obydwoje spotkali się, gdy występowali dla University Players w latach 30. Sullavan zafascynowała aktora, który zaprosił ją na randkę. Kobieta uważała Stewarta za przyjaciela i współpracownika. Nigdy nie nawiązali bliższej relacji, choć, zdaniem biografów, aktor przez wiele lat odczuwał w stosunku do niej nieodwzajemnione uczucie. Sullavan była świadoma zauroczenia Stewarta, jednak aktor nigdy nie zdecydował się na ich  okazanie. Zdaniem Lawrence’a J. Quirka Sullavan kochała Stewarta, ale traktowała go jako opiekuna i przyjaciela. Reżyser filmu Listy z frontu (1938) H.C. Potter uważał, że gdyby aktor był bardziej otwarty ze swoimi uczuciami, para mogłaby się pobrać. Sullavan została mentorką Stewarta w Hollywood i według reżysera Edwarda H. Griffitha „uczyniła z niego gwiazdę”; razem zagrali w czterech filmach: Next Time We Love (1938), Listy z frontu (1938), Sklep za rogiem (1940) i Śmiertelna zawierucha (1940).
W 1935 Stewart miał krótki romans z Ginger Rogers. W trakcie realizacji filmu Listy z frontu w 1938, aktor przez sześć tygodni spotykał się z Normą Shearer. Następnie umawiał się z Lorettą Young, lecz kiedy aktorka chciała się ustatkować, Stewart odmówił, wobec czego Young przyjęła oświadczyny Toma Lewisa. Pracując nad westernem Destry znowu w siodle (1939) Stewart miał romans z Marlene Dietrich, która była w owym czasie mężatką (sugerowano, że aktorka zaszła w ciążę, lecz pogłoski te szybko zdementowano). Po zakończeniu zdjęć Stewart zakończył związek, a rozżalona Dietrich w późniejszych latach sporadycznie wspominała o nim w pamiętnikach. Na przełomie lat 30. i 40. umawiał się z Olivią de Havilland oraz zaproponował jej małżeństwo, lecz aktorka odrzuciła propozycję, uważając, że nie jest on gotowy do ustatkowania się. Kobieta zakończyła związek na krótko przed rozpoczęciem przez Stewarta służby wojskowej, ponieważ zakochała się w reżyserze Johnie Hustonie.
Odbywając służbę wojskową, w 1942 Stewart nawiązał romans z piosenkarką Dinah Shore, którą poznał w klubie dla żołnierzy Hollywood Canteen. W 1943 mieli się pobrać w Las Vegas, lecz aktor w ostatniej chwili odwołał ślub, powołując się na wątpliwości. Po wojnie nawiązał znajomość z Myrną Dell w trakcie realizacji filmu Historia Monty Strattona (1949). Aktorka publicznie zaprzeczała, jakoby para planowała się pobrać.

### Poglądy polityczne
James Stewart był zagorzałym zwolennikiem Partii Republikańskiej przez całe swoje życie. Wsparł Komisję ds. Działalności Antyamerykańskiej (HUAC) i jej dochodzenie w sprawie zbadania komunistycznych więzi w przemyśle filmowym. Kiedy HUAC prowadziło dochodzenie wobec Franka Capry, Stewart odmówił publicznej obrony reżysera, tłumacząc, że nie chce się angażować. Doprowadziło to do rozłamu z mającym liberalne poglądy Henrym Fondą, który pracował z innymi aktorami, aby ujawnić nieuczciwe taktyki stosowane przez HUAC. Pojawiały się hipotezy mówiące o tym, że pomiędzy Fondą a Stewartem doszło z tego powodu do ostrego konfliktu, a nawet i walki na pięści, lecz aktor publicznie temu zaprzeczał, mówiąc, że „nasze poglądy nigdy nie kolidowały z naszymi uczuciami do siebie. Po prostu nie rozmawialiśmy o pewnych rzeczach. Nie pamiętam, żebym kiedykolwiek się z nim kłócił – nigdy!”.
W 1964 Stewart prowadził kampanię prawicowego kandydata na urząd prezydenta Stanów Zjednoczonych Barry’ego Goldwatera. W ocenie Eliota aktor popełnił błąd przed wyborami. Po zamachu na senatora Roberta F. Kennedy’ego w 1968, Stewart wspólnie z Charltonem Hestonem, Gregorym Peckiem i Kirkiem Douglasem wydał oświadczenie wzywające do poparcia ustawy prezydenta Lyndona B. Johnsona o kontroli broni z 1968. W 1976 wspierał kandydaturę Ronalda Reagana jako kandydata republikanów ubiegającego się o nominację do walki o urząd prezydenta i brał czynny udział w wiecach poparcia. Wsparł też finansowo, przekazując kwotę 5 tys. 170 dolarów, kampanię kandydata republikanów Boba Dole’a w wyborach prezydenckich w 1996.

## Filmografia
W trwającej 63 lata karierze Stewart występował w filmach, radiu, telewizji oraz na scenie. Pojawił się w 82 produkcjach fabularnych, a także brał udział w słuchowiskach radiowych, odtwarzając między innymi swoje role filmowe.
W latach 1950, 1952–1959 i 1965 notowany był w pierwszej dziesiątce najbardziej dochodowych amerykańskich aktorów. Dziesięć filmów z jego udziałem zestawianych było w pierwszej dziesiątce podsumowań roku w box offisie w Stanach Zjednoczonych, z czego Największe widowisko świata (1952), Okno na podwórze (1954) i Jak zdobywano Dziki Zachód (1962) osiągały najwyższą pozycję. Dwadzieścia sześć filmów, w których Stewart wziął udział, było nominowanych przynajmniej do jednego Oscara, a dziewięć z nich zdobyło co najmniej jedną statuetkę. Czterdzieści pięć produkcji z udziałem aktora, po uwzględnieniu inflacji, przekroczyło sumę stu milionów dolarów dochodu z biletów na rynku krajowym.
Dwanaście z jego filmów: Pan Smith jedzie do Waszyngtonu (1939), Destry znowu w siodle (1939), Sklep za rogiem (1940), Filadelfijska opowieść (1940), To wspaniałe życie (1946), Winchester ’73 (1950), Naga ostroga (1953), Okno na podwórze, Zawrót głowy (1958), Anatomia morderstwa (1959), Jak zdobywano Dziki Zachód i Człowiek, który zabił Liberty Valance’a (1962) wpisano do National Film Registry.

## Styl gry i renoma

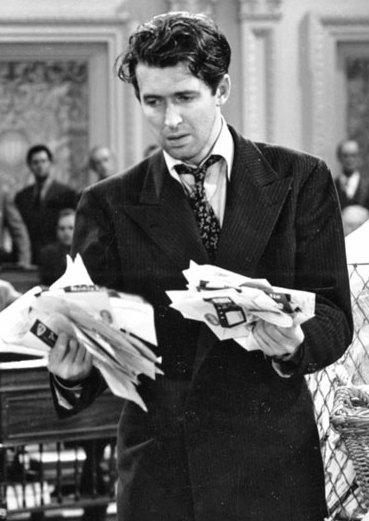
James Stewart jako Jefferson „Jeff” Smith w scenie z filmu Pan Smith jedzie do Waszyngtonu (1939)

Scott Eyman przyznał w swojej książce Hank and Jim: The Fifty-Year Friendship of Henry Fonda and James Stewart (2017), że Stewart był instynktownym aktorem, grającym naturalnie i swobodnie przed kamerą, pomimo swojej nieśmiałości poza ekranem. Jego naturalny i konwersacyjny styl sprawiał, że partnerujące mu na planie osoby uważały go za łatwego we współpracy, ponieważ był gotów do improwizacji w każdej sytuacji, jaka powstała w trakcie realizacji filmu. W późniejszych latach Stewart odczuwał niechęć do swojej „naturalnej” techniki aktorskiej. Twierdził, że nie ma nic naturalnego poza staniem na scenie przed zapalonymi światłami i włączonymi kamerami podczas odgrywania scen.
Stewart znany był ze swoich przerw, które potrafiły przyciągnąć uwagę publiczności. Krytyk Geoffrey O’Brien uważał, że jego „jękliwe pauzy” stworzyły niespokojną przestrzeń dla widzów, pozostawiając ich w oczekiwaniu na scenę, do której doprowadził Stewart. Aktor posiadał zdolność gry całym ciałem, a nie tylko głosem i twarzą, czego przykładem jest kreacja Elwooda P. Dowda w filmie Harvey (1950), gdzie Stewart portretuje dojrzały wiek i samotność głównego bohatera poprzez lekkie garbienie się. W ocenie aktorów i biografów Stewart odznaczał się szczególną umiejętnością w odgrywaniu wrażliwych scen z kobietami. Jack Lemmon twierdził, że jego talent do gry z partnerkami filmowymi polegał na tym, że był w stanie przekazać widzom delikatność i szacunek, jaki odczuwał i jakim darzył kobiety w życiu prywatnym. W ocenie Lemmona Stewart udowodnił, że jego postacie potrzebowały ich tak bardzo, jak postacie potrzebowały jego. Partnerująca Stewartowi w filmie Zawrót głowy (1958) Kim Novak wspominała, że w przypadku realizacji emocjonalnych scen, aktor sięgał w głąb siebie i po zakończeniu danego ujęcia potrzebował czasu, aby się uspokoić. Jego emocjonalne występy często pobudzały widownię; według Eymana aktor stosował technikę „na odwrót”, woląc przedstawiać graną postać poprzez osobowość, a nie akcenty, makijaż czy rekwizyty. Dennis Bingham określał Stewarta mianem „gwiazdy osobowości i kameleona”, który przywoływał zarówno męskie, jak i żeńskie cechy. Autor zaznaczał, że reżyserom trudno było przedstawić aktora jako stereotypowego wiodącego mężczyznę, dlatego też Stewart „stał się gwiazdą w filmach, czerpiących z jego ambiwalencji seksualnej”.
Aktor uznawany jest za klasycznego everymana, ponieważ odgrywał bohaterów, z którymi publiczność mogła się utożsamiać. W przeciwieństwie do innych aktorów, którzy potrzebowali kilku lat na rozwinięcie swojego stylu ekranowego, postać Stewarta była rozpoznawalna już w filmie krótkometrażowym Art Trouble (1934), gdzie – zdaniem Eymana – aktor prezentował spokój i opanowanie. Autor uważał, że Stewart był w stanie wcielić się w rozmaite postaci – „w brata, w kochanka [i] miłego faceta z sąsiedztwa z nastawieniem na robienie właściwych rzeczy, zawsze przyzwoitego, ale nigdy naiwnego”. Louella Parsons za decydujący czynnik, mający wpływ na późniejszy sukces aktorski Stewarta uważała „chłopięcy urok” i „umiejętność zdobycia sympatii widzów”; jego występy przypadały do gustu zarówno młodszej, jak i starszej publiczności.
Autorzy książki The Illustrated Who’s Who of the Cinema (1983) zwracali uwagę na fakt, że Stewart przeszedł przez kilka różnych faz kariery; główne elementy jego osobowości – „skłonność do cierpień duchowych i fizycznych oraz utrzymujące się obawy przed nieprzystosowaniem” – ujawniły się w trakcie współpracy z Frankiem Caprą w latach i 30., a następnie zostały wzmocnione podczas późniejszej pracy u Alfreda Hitchcocka i Anthony’ego Manna w latach 50. Profesor John Belton utrzymywał, że „James Stewart ewaluował od naiwnego, małomiasteczkowego i populistycznego bohatera komedii Franka Capry z lat 30., poprzez gorzkiego, pełnego lęku, obsesyjnego na punkcie zemsty kowboja w westernach Anthony’ego Manna z lat 50., aż do niespokojnego podglądacza i fetyszysty seksualnego w dreszczowcach Alfreda Hitchcocka z lat 50.”. Po wojnie unikał – z wyjątkiem filmu Harvey z 1950 – grania w komediach. Prezentował różnorodnych bohaterów, w tym postacie cyniczne, manipulacyjne, obsesyjne i szalone. Mimo portretowania mroczniejszych ról widownia dostrzegała w aktorze jego przedwojenną niewinność.

## Spuścizna
James Stewart uznawany jest za jedną z największych i najwybitniejszych gwiazd filmowych w historii kinematografii amerykańskiej i okresu „Złotej Ery Hollywood”. Jego naturalny oraz pozornie łatwy styl aktorski zyskał uznanie publiczności. Przekrój wszechstronnej kariery Stewarta, trwającej pięć dekad, stanowiły kreacje w takich filmach, jak: Pan Smith jedzie do Waszyngtonu (1939), Filadelfijska opowieść (1940), To wspaniałe życie (1946), Naga ostroga (1953), Okno na podwórze (1954), Zawrót głowy (1958), Anatomia morderstwa (1959) i Człowiek, który zabił Liberty Valance’a (1962). Andrew Sarris opisywał Stewarta jako „najbardziej kompletną osobowość aktorską w amerykańskim kinie, szczególnie utalentowaną w wyrażaniu emocjonalnej ambiwalencji bohatera akcji”. Biograf Marc Eliot stwierdził, że spuścizna Stewarta to „wizerunek amerykańskiego idealisty”, zachowany w jego filmowych występach. Thomas Mitchell przyznawał, że „[Stewart] był najbardziej naturalnie utalentowanym aktorem, z jakim kiedykolwiek pracowałem. To wszystko było instynktem, wszystkie emocje. Nie sądzę, żeby pochodziły z treningu lub techniki… pochodziły z siły tkwiącej głęboko w nim”. Jill A. Gregg, autorka książki St. James Encyclopedia of Popular Culture (2000), zwracała uwagę na fakt, że Stewart był jednym z najlepszych przykładów w Ameryce. Jak podkreślała, jego bohaterstwo na ekranie oraz oddanie dla rodziny sprawiły, że stał się relatywny i reprezentował amerykański ideał, przez co uważany był za jedną z najbardziej lubianych osób w amerykańskiej kulturze popularnej XX wieku.

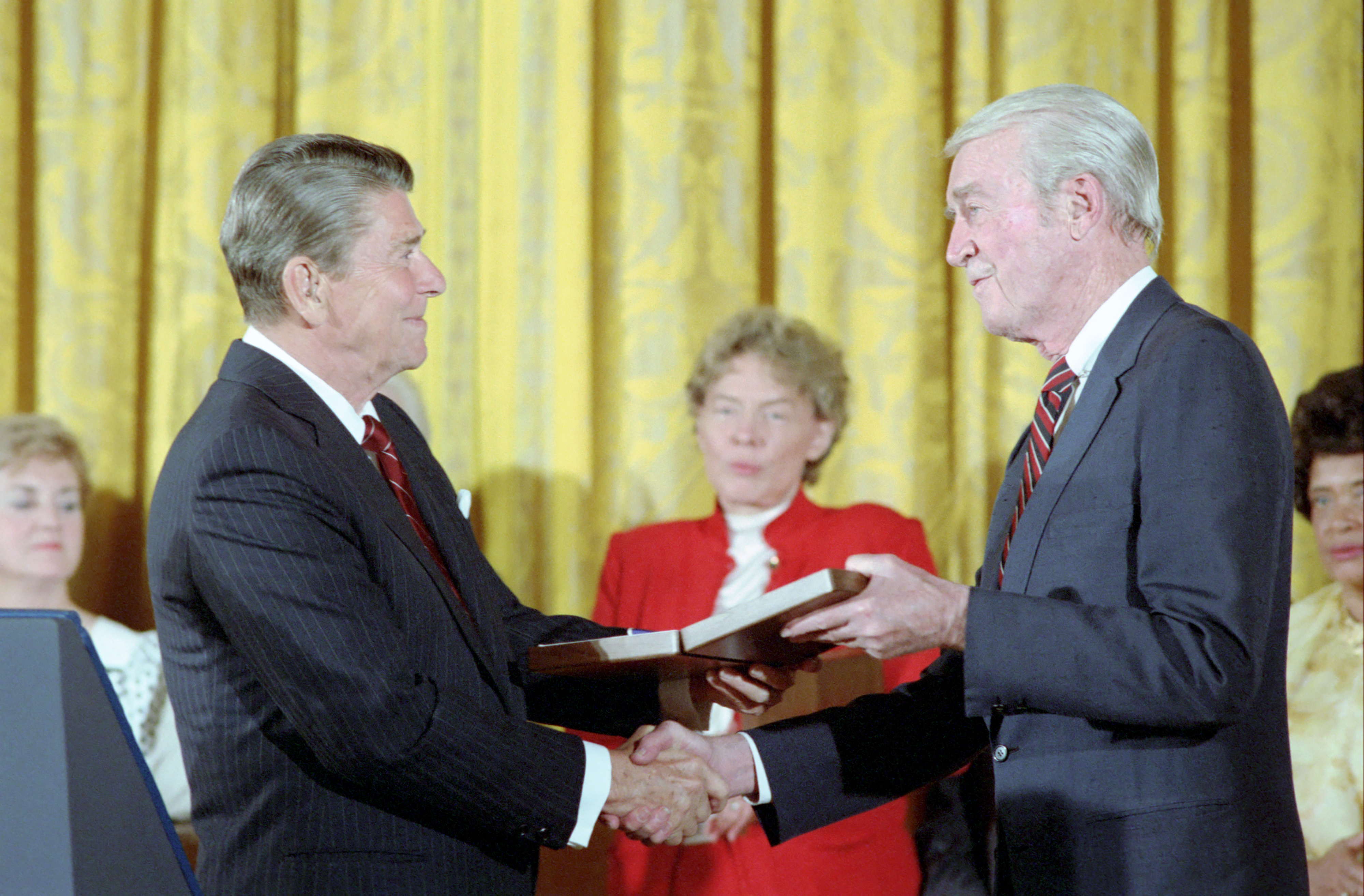
James Stewart odbierający z rąk Ronalda Reagana Prezydencki Medal Wolności (1985)

W 1947 Uniwersytet Princeton, alma matter Stewarta, nadała mu tytuł doktora honoris causa. 13 lutego 1948 odcisnął swoje dłonie i stopy oraz złożył podpis w płycie betonowej chodnika na podjeździe Grauman’s Chinese Theatre przy 6925 Hollywood Boulevard. 8 lutego 1960, w uznaniu za wkład w przemysł filmowy, otrzymał gwiazdę na Hollywoodzkiej Alei Gwiazd, która mieści się przy 1708 Vine Street. W 1972 aktor został zaliczony w poczet gwiazd westernu „Hall of Great Western Performers” w National Cowboy & Western Heritage Museum w Oklahoma City. W 1985 prezydent Ronald Reagan uhonorował Stewarta podczas ceremonii w Białym Domu najwyższym cywilnym odznaczeniem – Medalem Wolności.
20 maja 1995, z okazji 87. urodzin Stewarta, w Indianie otwarto The Jimmy Stewart Museum, które znajduje się nieopodal miejsca narodzin aktora i dawnej lokalizacji sklepu jego ojca. Na trawniku przed gmachem sądu hrabstwa Indiana ustawiono statuę z podobizną aktora, oraz pamiątkową tablicę z miejscem urodzenia. Na jego cześć lotnisko nieopodal Indiany otrzymało nazwę Indiana County–Jimmy Stewart Airport. W 1996 nazwisko aktora zostało zamieszczone na 3. miejscu w rankingu „100 największych gwiazd filmowych wszech czasów”, przygotowanym przez tygodnik „Entertainment Weekly”. W maju 1997 władze Uniwersytetu Princeton uhonorowały go poprzez nadanie kinu znajdującemu się na tamtejszym kampusie nazwy James M. Stewart ‘32 Theater oraz przeprowadzając retrospekcję filmów z udziałem aktora. Dwa lata później w National Museum of the Mighty Eighth Air Force w Pooler w stanie Georgia odsłonięto popiersie Stewarta. W czerwcu American Film Institute sklasyfikował go na 3. miejscu w opublikowanym przez siebie rankingu „największych aktorów wszech czasów”, jedynie za Humphreyem Bogartem i Carym Grantem. 17 sierpnia 2007 poczta USA wydała limitowaną serię znaczków z podobizną Stewarta w związku z edycją „Legendy Hollywoodu”.

## Nagrody i nominacje

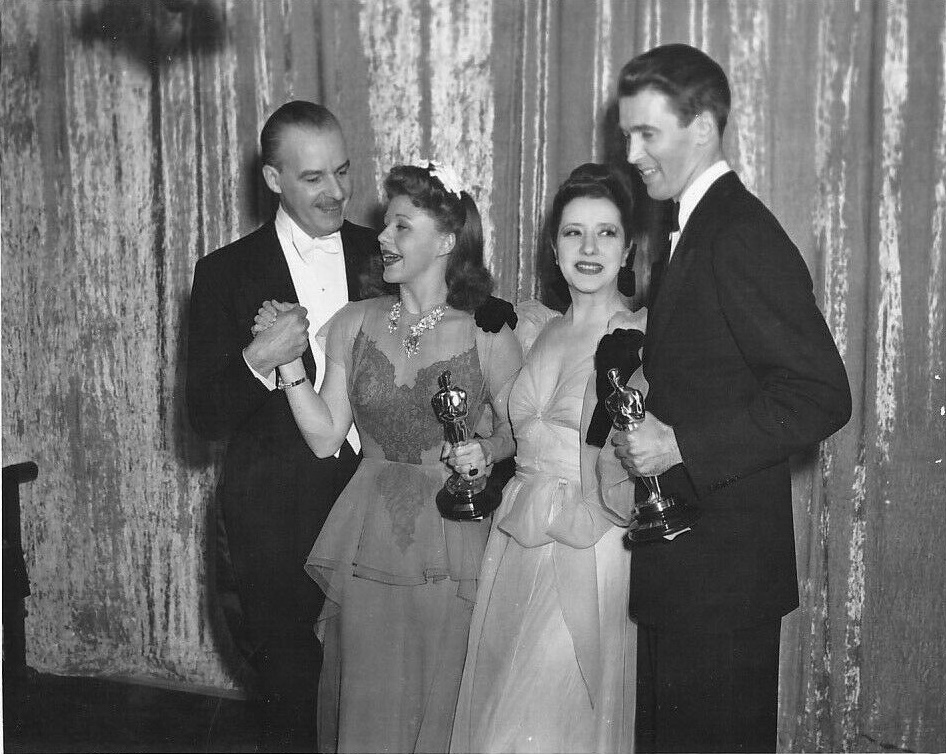
Alfred Lunt, Ginger Rogers, Lynn Fontanne i Stewart, który otrzymał Oscara za rolę w filmie Filadelfijska opowieść (1940), 27 lutego 1941

James Stewart był laureatem prestiżowych nagród za pracę artystyczną, wkład w kulturę i rozwój sztuki filmowej oraz otrzymał szereg odznaczeń za przebieg służby wojskowej. W przekroju kariery pięciokrotnie uzyskiwał nominację do nagrody Akademii Filmowej w kategorii dla najlepszego aktora pierwszoplanowego, z czego zdobył jedną statuetkę, za kreację reportera Macaulaya Connora w komedii romantycznej Filadelfijska opowieść (1940). Spośród trzech otrzymanych nominacji do Złotego Globu, w 1973 zdobył nagrodę za występ w serialu Hawkins. W 1959 został laureatem Pucharu Volpiego w kategorii dla najlepszego aktora za rolę w filmie Anatomia morderstwa (1959), a trzy lata później zdobył Srebrnego Niedźwiedzia na MFF w Berlinie za pierwszoplanową kreację w komedii familijnej Mr Hobbs na urlopie (1962).
W swoim dorobku miał również nagrody przyznane mu w uznaniu za całokształt twórczości, w tym: nagrodę im. Cecila B. DeMille’a (1965), AFI Life Achievement Award (1980), Honorowego Złotego Niedźwiedzia na 32. MFF w Berlinie (1982), Kennedy Center Honors (1983) i honorowego Oscara (1985).
| Rok  | Nagroda                                                | Kategoria                                        | Nominacja za                    | Wynik     | Źródło  |
| ---- | ------------------------------------------------------ | ------------------------------------------------ | ------------------------------- | --------- | ------- |
| 1939 | Nagroda Stowarzyszenia Nowojorskich Krytyków Filmowych | Najlepszy aktor                                  | Pan Smith jedzie do Waszyngtonu | Wygrana   | [ 104 ] |
| 1940 | Nagroda Akademii Filmowej                              | Najlepszy aktor pierwszoplanowy                  | Pan Smith jedzie do Waszyngtonu | Nominacja | [ 104 ] |
| 1941 | Nagroda Akademii Filmowej                              | Najlepszy aktor pierwszoplanowy                  | Filadelfijska opowieść          | Wygrana   | [ 402 ] |
| 1947 | Nagroda Akademii Filmowej                              | Najlepszy aktor pierwszoplanowy                  | To wspaniałe życie              | Nominacja | [ 174 ] |
| 1951 | Złoty Glob                                             | Najlepszy aktor w filmie dramatycznym            | Harvey                          | Nominacja | [ 208 ] |
| 1951 | Nagroda Akademii Filmowej                              | Najlepszy aktor pierwszoplanowy                  | Harvey                          | Nominacja | [ 208 ] |
| 1955 | BAFTA                                                  | Najlepszy aktor zagraniczny                      | Historia Glenna Millera         | Nominacja | [ 219 ] |
| 1959 | Nagroda Stowarzyszenia Nowojorskich Krytyków Filmowych | Najlepszy aktor                                  | Anatomia morderstwa             | Wygrana   | [ 254 ] |
| 1959 | Puchar Volpiego                                        | Najlepszy aktor                                  | Anatomia morderstwa             | Wygrana   | [ 254 ] |
| 1960 | Nagroda Akademii Filmowej                              | Najlepszy aktor pierwszoplanowy                  | Anatomia morderstwa             | Nominacja | [ 254 ] |
| 1960 | BAFTA                                                  | Najlepszy aktor zagraniczny                      | Anatomia morderstwa             | Nominacja | [ 255 ] |
| 1962 | Srebrny Niedźwiedź                                     | Najlepszy aktor                                  | Mr Hobbs na urlopie             | Wygrana   | [ 406 ] |
| 1963 | Złoty Glob                                             | Najlepszy aktor w filmie komediowym lub musicalu | Mr Hobbs na urlopie             | Nominacja | [ 403 ] |
| 1974 | Złoty Glob                                             | Najlepszy aktor w serialu dramatycznym           | Hawkins                         | Wygrana   | [ 282 ] |
| 1985 | Nagroda Akademii Filmowej                              | Oscar Honorowy                                   | Całokształt twórczości          | Wygrana   | [ 295 ] |